# Magaly Sánchez

## Magaly Sánchez
La pintora Magaly Sánchez Bustamante, artista plástica, nació el 3 de mayo de 1969 en Lima, Perú. Su madre es  Agustina Elena Bustamante Ciurlizza y su padre es José Alberto Sánchez Chiri. Estudió primaria y secundaria en el Colegio Franco Peruano. Al finalizar la secundaria cursó, por un año, danza moderna, teatro y diseño gráfico. En 1987, ingresó a la Facultad de Arte de la Pontificia Universidad Católica del Perú, en la especialidad de pintura. Magaly Sánchez lleva más de 10 exposiciones personales ha participado en exposiciones colectivas en su país como a nivel internacional en ciudades como Lima, Nueva York, Caracas, Ciudad de México, Los Cabos, Baja California, Madrid, Tel Aviv, Toronto, entre otras.

### Biografía
Nació en la ciudad de Lima, capital del Perú, el 3 de mayo de 1969. Es la segunda hija de cuatro hermanos por parte de madre y tres hermanos por parte de padre.Su madre es Agustina Elena Bustamante Ciurlizza, productora en el mundo de la música criolla peruana, quien tuvo a su cargo un espacio cultural nocturno  emblemático llamado “El Embrujo”, en el distrito de Barranco, en Lima. José Alberto Sánchez Chiri, su padre, fomentó la pintura en Magaly desde temprana edad. “Pepe” Sánchez, hizo carrera en Lima como pintor, combinó el arte con la publicidad, en donde trabajó por largos años en Perú. 

#### Primeros años y formación universitaria (1987-1992)
Estudió primaria y secundaria en el Colegio Franco Peruano ubicado en el distrito de Santiago de Surco en Lima, por lo cual es de formación bilingüe. Al finalizar la secundaria cursó, por un año, danza moderna, teatro y diseño gráfico; disciplinas que cursó por periodos cortos y en las cuales no siguió la formación.
En 1987 ingresó a la Facultad de Arte de la Pontificia Universidad Católica del Perú, especialidad de pintura. Durante sus años de formación, los trabajos que realizaba estaban vinculados visualmente al expresionismo. Dibujo de figura humana fue de los cursos en los que más destacó y composición artística. Sus años universitarios estuvieron enmarcados entre el primer gobierno de presidente Alan García (1985-1990) y la grave situación política y el terrorismo. En el año 1992 el año de uno de los mayores atentados del terrorismo (calle Tarata), Magaly deja la universidad, sin concluir la carrera. Sin embargo el siguiente año se dedica a pintar y el año siguiente convocó a un crítico de arte peruano quien la invitó a realizar su primera exposición personal.
En 1995 Magaly Sánchez inició su labor artística como solista con su primera exposición individual en la galería de arte Parafernalia ubicada en el distrito de Surquillo, Lima, Perú.

#### Inicios de la carrera 1995
En 1994 Magaly buscó al crítico de arte peruano Jorge Villacorta, para que viera la obra que venía trabajando en su taller,  quien le ofreció una exposición personal para mayo de 1995 en dicha galería. Tras su primera exposición personal, firmó contrato con Agora Gallery Nueva York, en el año 1999. Y a partir de ese año, viaja a Manhattan, el corazón de la Gran Manzana, durante los meses del verano limeño , para participar en exposiciones agendadas por la galería.
En ese mismo año, expone de manera personal por segunda vez en la sala de exposiciones contemporáneas de la UNMSM. 
Su último viaje a Nueva York sucedió un mes antes del atentado a las Torres Gemelas. En 2001 en el mes de abril, realizó en Lima su tercera exposición personal, con obra que concibió en Nueva York. Su propuesta dio un giro interesante. El universo de sus obras pasó a estar prácticamente vacío y sus personajes se concentraron en el tema de género. En el año 2001 tras la caída de las Torres Gemelas, presenta nuevamente en solitario “Sin título” en la sala de exposiciones de la Alianza Francesa de Miraflores, Lima, Perú.

#### Maternidad (2001-2006)
A finales del 2001 Magaly viajó a México a conocer a Carlos Maza Pesqueira sociólogo y editor mexicano. Este viaje a México fue, además, importante creativamente. Es entonces que Magaly buscó la posibilidad de trabajar con alguna galería de arte, pero no se concretó este deseo. En el año 2002 se casaron en Lima y nació su primer hijo Adrián Maza Sánchez. Luego llegó en 2004 Enrique Maza Sánchez, ambos nacieron en Lima, Perú. La maternidad se volvió claramente su nuevo motor creativo. En el año 2003 realizó su cuarta exposición personal “Ocho perros” y en el año 2006 inauguró “Héroes domésticos”, una serie de collages digitales, serie dedicada a la llegada de los juguetes masculinos de sus hijos a su vida. En el año 2016 Magaly Sánchez y su pareja decidieron divorciarse.

#### Período POP (2006-2010)
La cita artística empezó a aparecer en la obra de Magaly. El registro fotográfico se convierte en el origen de las imágenes en sus obras. En este periodo el uso de la proyección multimedia se vuelve un brazo importante para la creación y aparecen personajes en sus obras, del ámbito popular, ya sean músicos, artistas o personajes de la escena pública, como Marilyn Monroe.
Según nos contó Magaly Sánchez, Jorge Villacorta afirmó: “Su arte es un saludable baño que tiende a encontrar que toda imagen de monumentalidad, nos recuerda en clave las estructuras inestables en las que pretendemos apoyarnos día a día.”

#### Renacimiento y citas (2014-2018)
La cita artística en la obra de Sánchez se tornó cada vez más continua. Siendo una importante característica del arte contemporáneo de Magaly Sánchez. La obra se ve plagada de citas renacentistas, aplicadas en universos geométricos. Retorna a la figura humana, tomada de las obras de los grandes maestros de la pintura universal. 

#### Período verde, de flores, plantas y geometría (2018 a la actualidad)
El acontecer político necesariamente no está presente visualmente en la obra de Sánchez, sin embargo en el año 2020, tras la aparición del Covid-19 y el confinamiento, además de los cambios drásticos sociales, su obra se estableció con mayor acento en los ambientes exteriores, la naturaleza y la vegetación en específico. En el año 2021, inició una búsqueda a nuevos territorios con la intención de volver a generar una nueva expansión de su obra, ya cargada de un lenguaje madurado tras los últimos años. Comenzó contactando en la Ciudad de Panamá a Art 5-art Gallery PTY , para luego reconectar con Pez Gordo Art Gallery en San José del Cabo, Los Cabos, Baja California, en México, con quien trabaja hasta la actualidad, en representación en la misma ciudad. Y en 2022 firmó en Ciudad de México ,representación con Baga 06 Galería de Arte. Actualmente Sánchez, trabaja entre Lima y Ciudad de México.

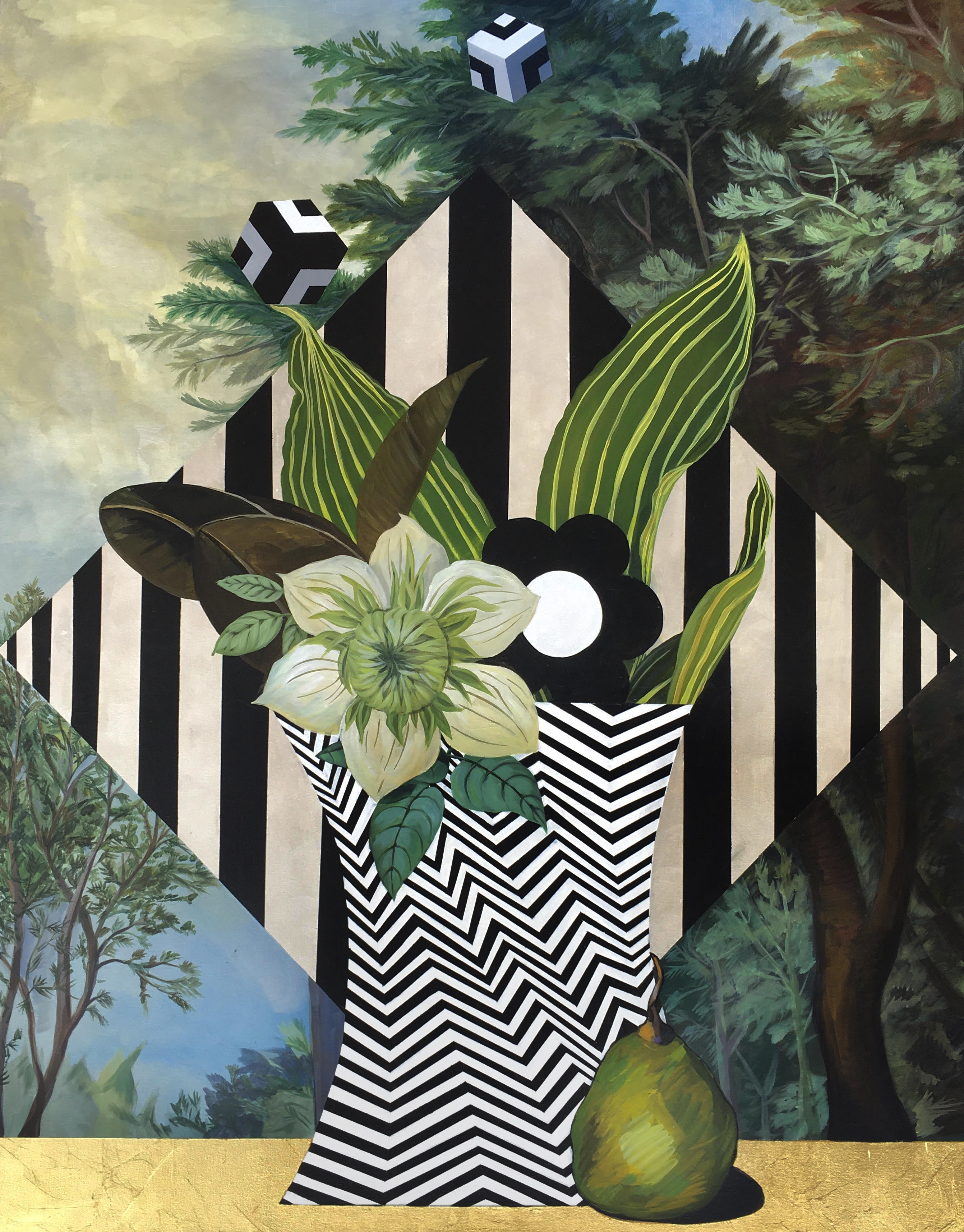
Centro de mesa II (2022). Acrílico sobre lienzo.
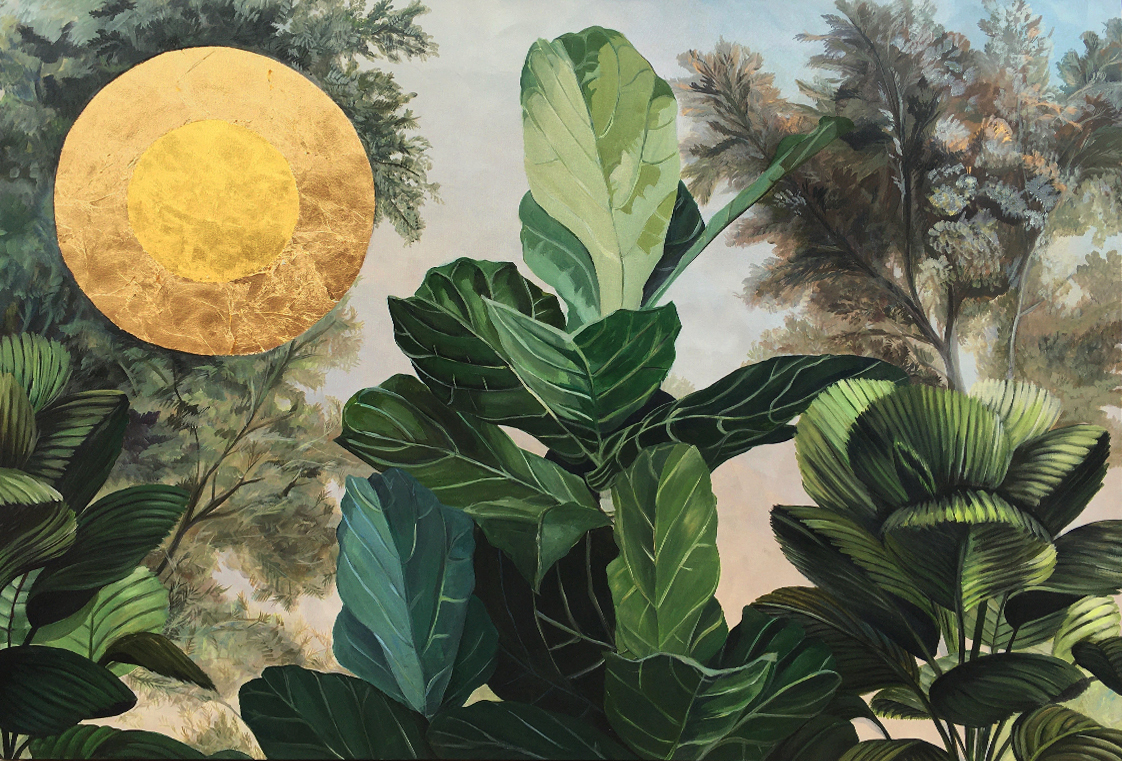
Alma Libre I (2022). Acrílico sobre lienzo. 1.90 m x 130 m.
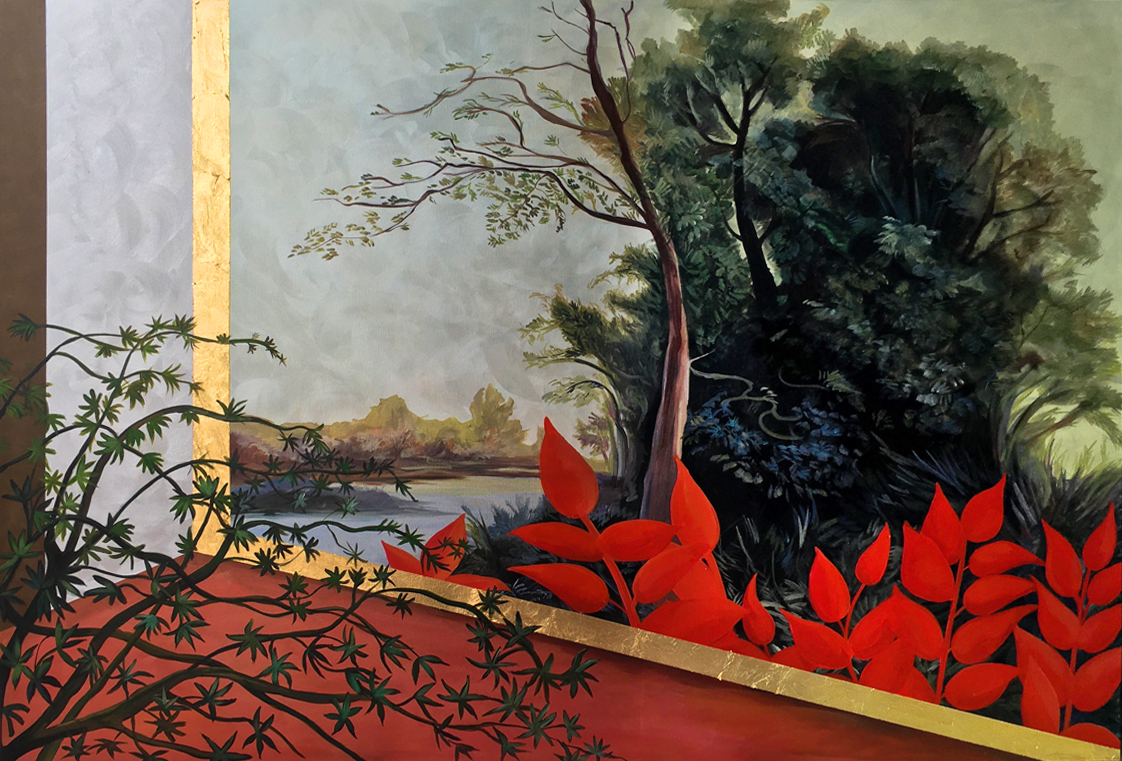
Alma Libre II (2022). Acrílico sobre lienzo. 1.90 m x 1.30 m.

### Exposiciones individuales
- 2022 CHERCHEZ LA FEMME. Pez Gordo Art Gallery, Los Cabos, BCS MEXICO.
- 2020 OVERTIME, Sala del Manto Hotel, Lima, Perú
- 2019 octubre. Over time. Embajada de Perú, Washington D. C., Estados Unidos.
- 2014 agosto. Circular. La Galería, San Isidro, Lima, Perú.
- 2012 mayo-junio. Salón de Belleza. Sala 770, Centro Cultural Ricardo Palma, Miraflores, Lima, Perú.
- 2010 septiembre - octubre. Universos Posibles. Ciudad de México, México.
- 2009 mayo. Marcas de Agua. Galería de Arte Vértice, San Isidro, Lima, Perú.
- 2006 mayo. Héroes Domésticos. Galería El Ojo Ajeno, Miraflores, Lima, Perú.
- 2004 abril. 10 Imperdonables. Punctum Galería de Arte, Lima, Perú.
- 2003 mayo. 8 Perros. Centro Cultural El Sargento Pimienta, Barranco, Lima, Perú.
- 2001 abril. Obras: Simbología femenina. Alianza Francesa, Miraflores, Lima, Perú.
- 1999 septiembre. Sala y Vía Pública. Centro Cultural de la Universidad Nacional Mayor de San Marcos, Lima, Perú.
- 1995 agosto. Pinturas. Galería Parafernalia, Surquillo, Lima, Perú.

### Exposiciones colectivas
Participó en  exposiciones colectivas tanto en su país como a nivel internacional, en espacios como ferias de arte,centro culturales, museos y espacios urbanos exteriores. Participando en ciudades como:   Lima, Nueva York, Caracas, Ciudad de México, Los Cabos, Baja California, Madrid, Tel Aviv, Toronto, Nueva York.
- 2023 Dual Natures, Tint Gallery, San Francisco

CALIFORNIA, USA.
- 2020 Participación en exposiciones grupales on-line organizadas por la Municipalidad de Miraflores y por el Centro Cultural de la Universidad Católica del Perú.
- 2019 Artista peruana, con lo que inició el Programa Anual “Mujeres Peruanas en el Arte” en la Embajada de Perú en Estados Unidos, Washington, Estados Unidos
- 2017 Participación en Art-Lima
- 2015 Seleccionada por el Museo Textil de Canadá para la exposición Watercolour, exposición de arte paralela a los Juegos Panamericanos, Toronto-Canadá.

### Bienal
1998 julio – agosto.  Primera Bienal Nacional de Lima. Salones Regionales, con la obra El baile. 

### Desarrollo artístico
En 1995, Magaly Sánchez realizó su primera exposición individual en la galería Parafernalia. Al respecto, Magaly  participó en dicha exposición sin haber culminado todavía su carrera de Artes y sin haber participado en una colectiva previa, con una obra de dimensiones cifradas en clave femenina. Obra llena de cuerpos generosamente dotados, especialmente de la cintura para arriba. Con figuras sobrecargadas de dolor flotando entre intensos amarillos y verdes. Además, las posturas, gestos y actitudes están tensionadas por el lenguaje de la ironía, con reminiscencias del cómic. Utilizando óleo, acrílico, pastel y pintura de vidrio en sus composiciones.

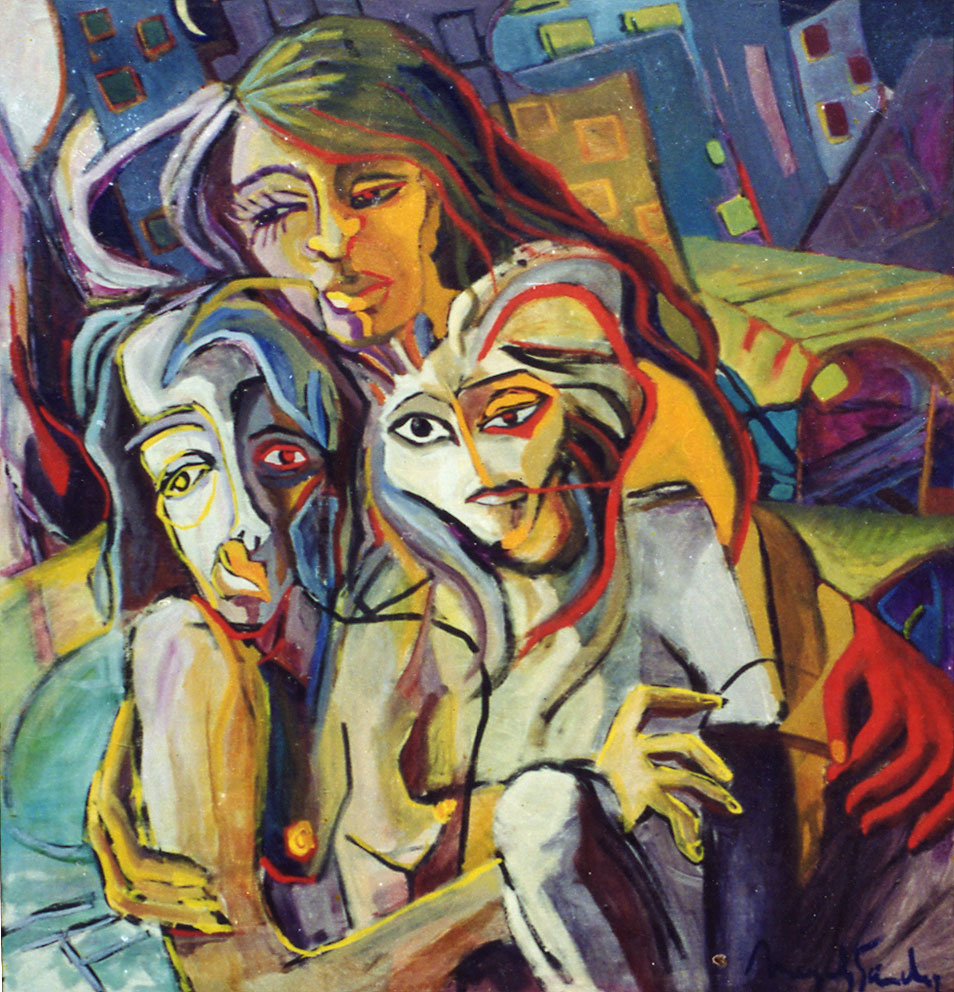
Las amigas (1995), óleo sobre lienzo.
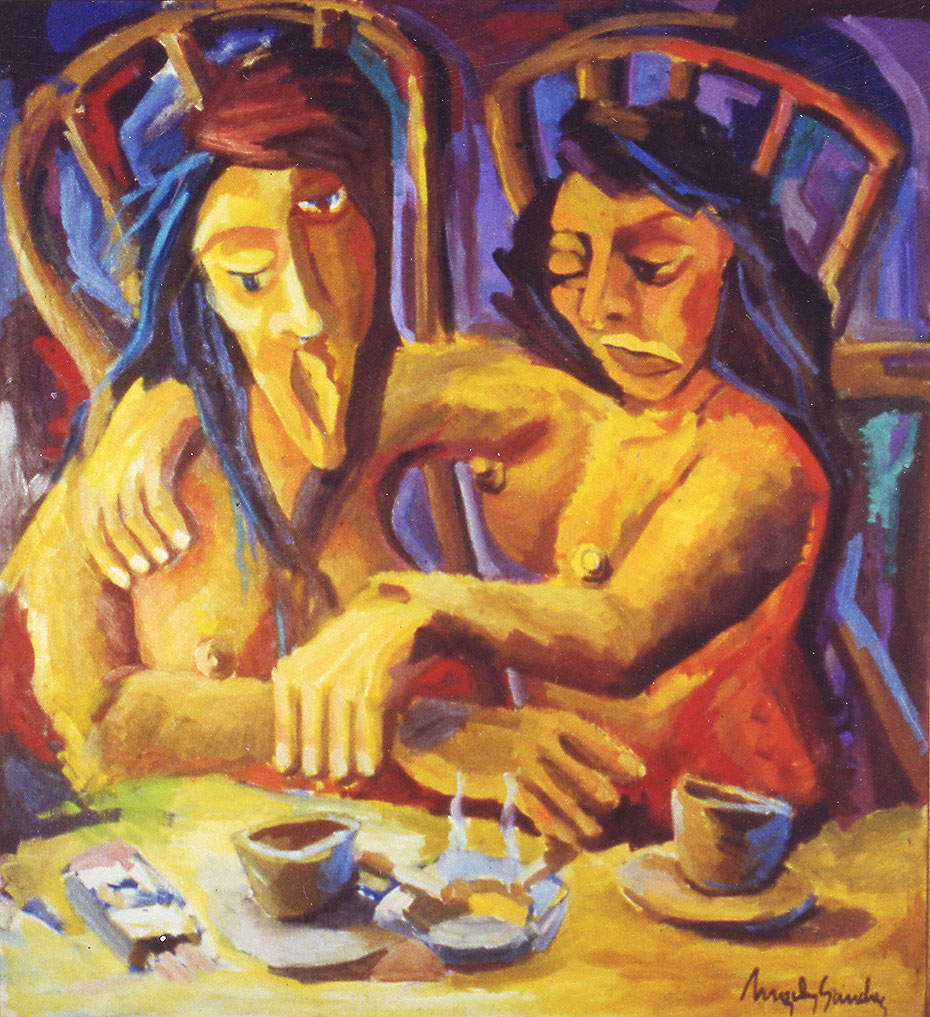
Las hermanas(1995), óleo sobre lienzo.
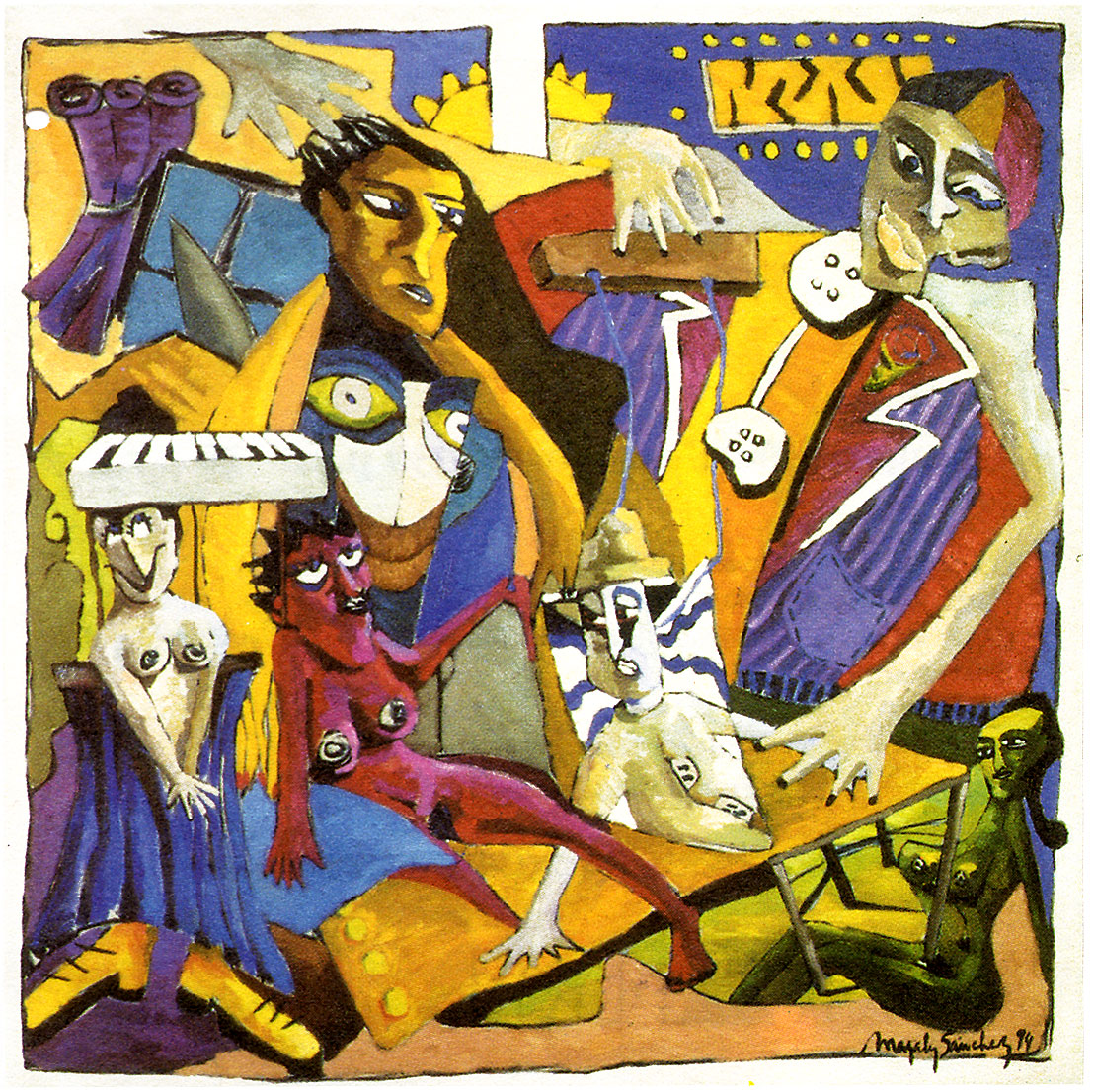
Desde el palco(1995), óleo sobre superficie rígida.

Magaly Sánchez exploró el tema de la sexualidad y su iconografía, por ejemplo, ha pintado cuadros de una vagina al natural, una pistola en forma de pene que dispara leche plateada y cuerpos femeninos editados. En 1997 pinta desnudos con rasgos clásicos aparentemente asexuados.
En 1999, Magaly Sánchez realizó su segunda exposición individual, denominada Sala y Vía Pública. Realizado en el Centro Cultural de la Universidad Nacional Mayor de San Marcos de Lima, Perú. En donde diez de sus cuadros fueron instalados en las principales vías públicas de los distritos de Surco, La Molina, Pueblo Libre y Jesús María. Esta acción tuvo la finalidad de atraer, sorprender, sensibilizar e invitar al público a la exposición del Centro Cultural de San Marcos, en donde se ubicaban las demás obras. Los trabajos no tuvieron un título previo, sin embargo, fue el poeta César Calvo quien tituló dichas obras, traduciendo en palabras lo que Sánchez sentía en colores: La cordura, La sagrada familia, Bebiendo de la misma copa, Detrás de la víspera, entre otros. A diferencia de la primera muestra ella casi no aparece inmersa en su obra. Afirmando Sánchez que ha pasado de un egoísmo a preocuparse por los demás y que no se puede ser indiferente a una paulatina deshumanización o al papel de los medios de comunicación, el excesivo individualismo. Aquí ella pintó en general rostros o escenas de grupos humanos, porque según Sánchez en el rostro se manifiesta la esencia del ser humano y en las escenas de grupos se manifiesta las conductas o comportamientos en el ámbito social. De esta forma criticó las falsedades de los hábitos y convenciones sociales de los seres humanos.

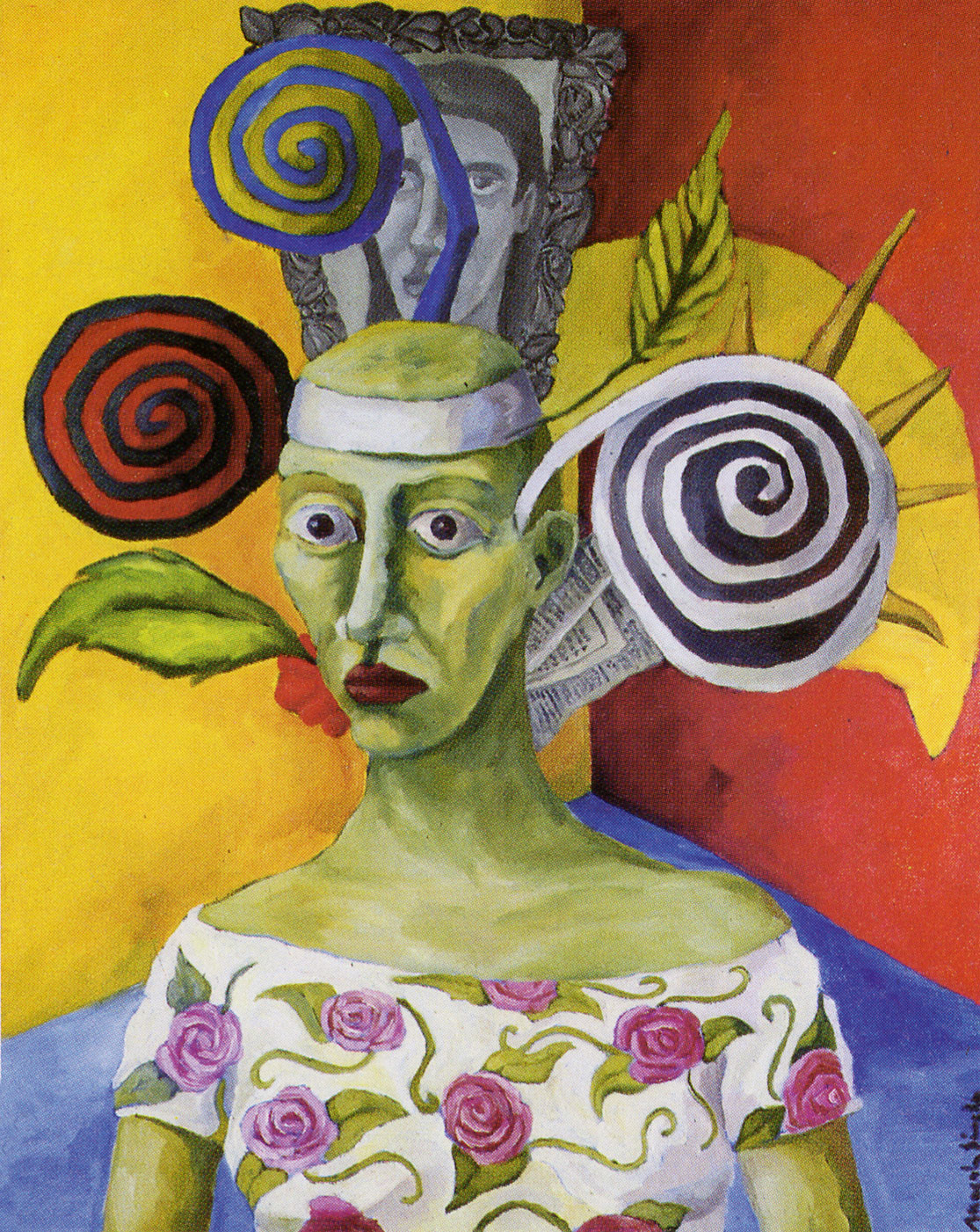
The madness(1999), óleo sobre lienzo.
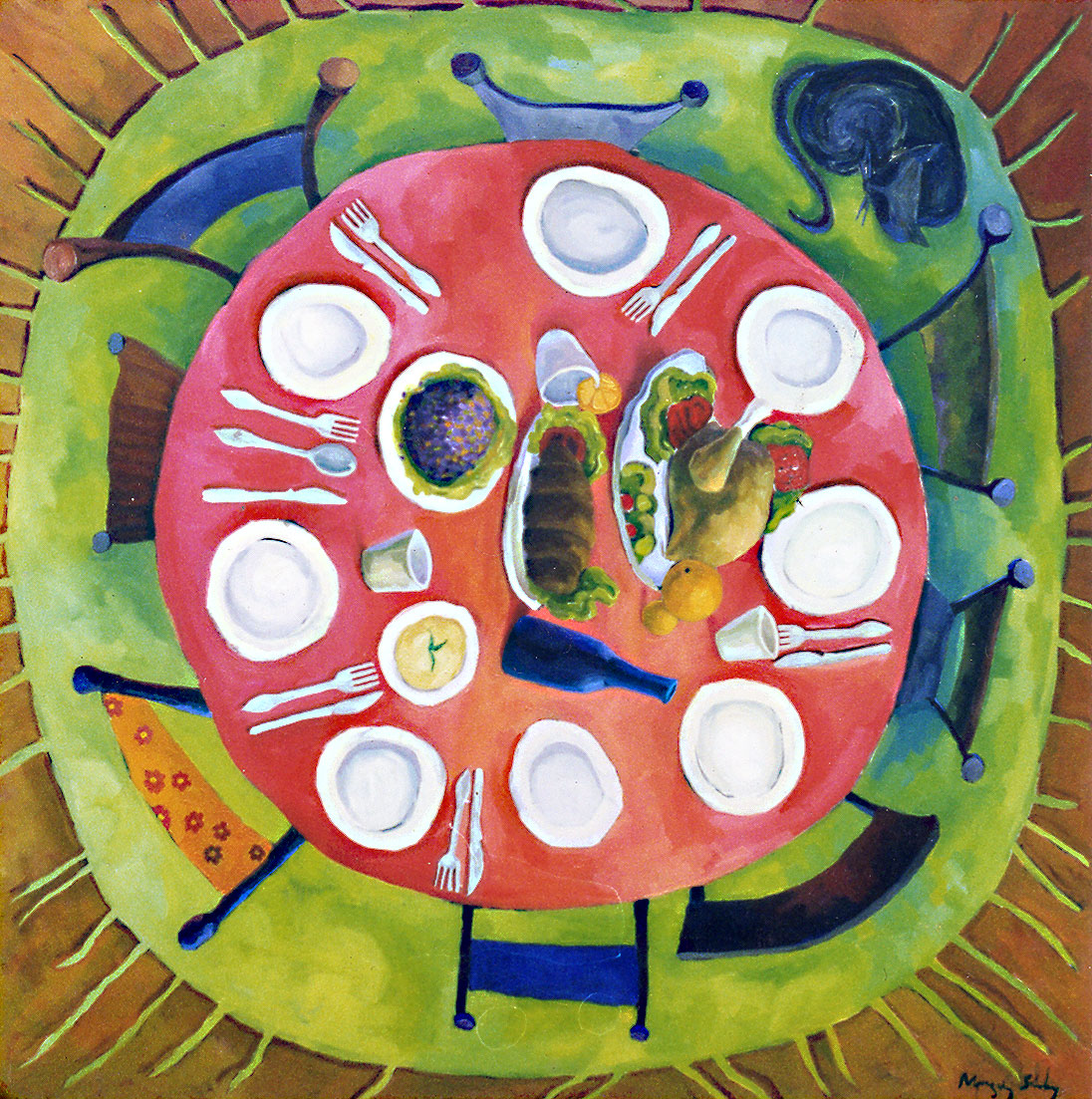
La mesa(1999), óleo sobre lienzo.
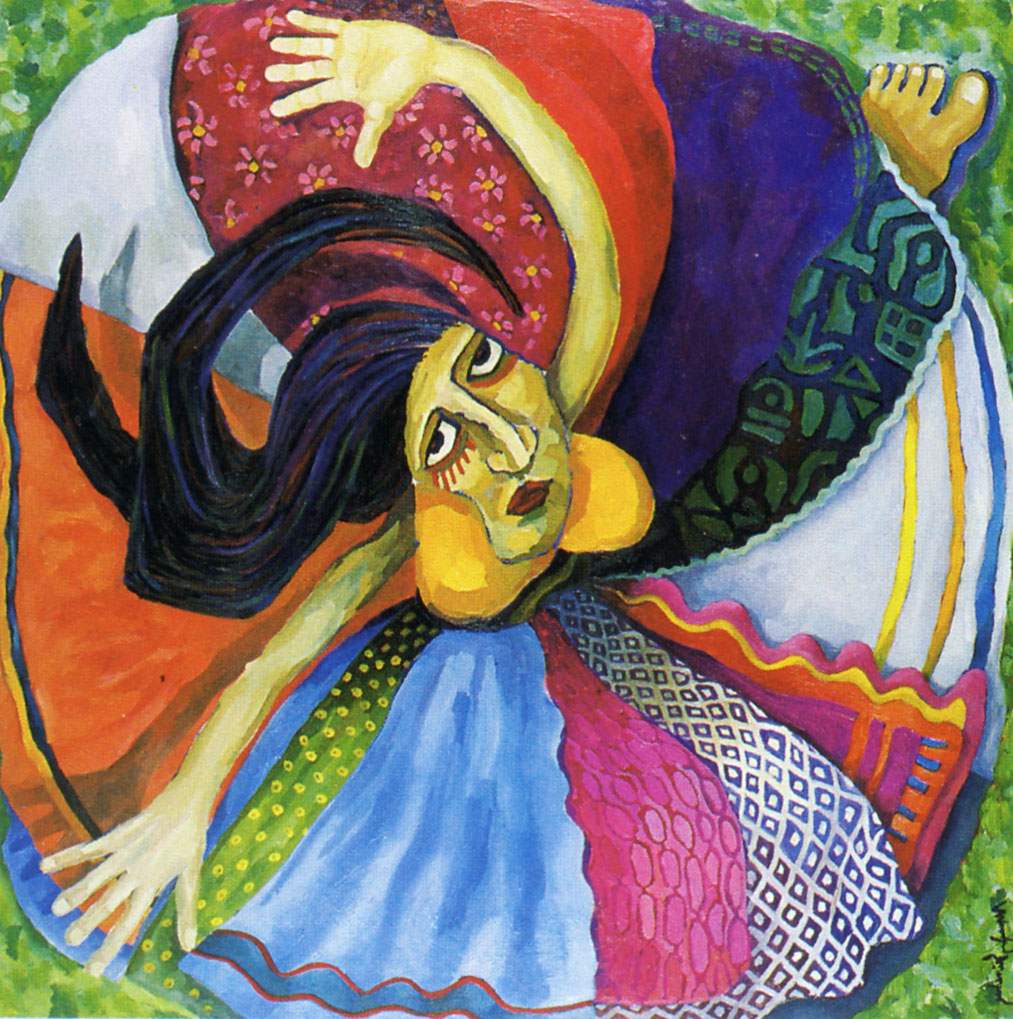
El baile(1999), óleo sobre lienzo.

En el 2001 Magaly realizó su exposición Sin Título en la Galería L’ Imaginaire Alianza Francesa de  Miraflores, Lima, Perú. A propósito de esta exposición,  Rodrigo Quijano afirmó que está relacionada con la imagen de lo femenino. Siendo el entorno de ese cuerpo y sus relaciones y asociaciones con su representación y su lectura, la muestra como parte de un discurso múltiple y sexuado a la vez, definido esencialmente por  su pertenencia a su particularidad. Es por ello que utilizó esos encuadres  de esos cuerpos casi editados en su feminidad, queriendo enmarcar una representación  subjetividad a través de una gramaticalidad de los elementos básicos del cuerpo para construir un discurso de la diferencia.

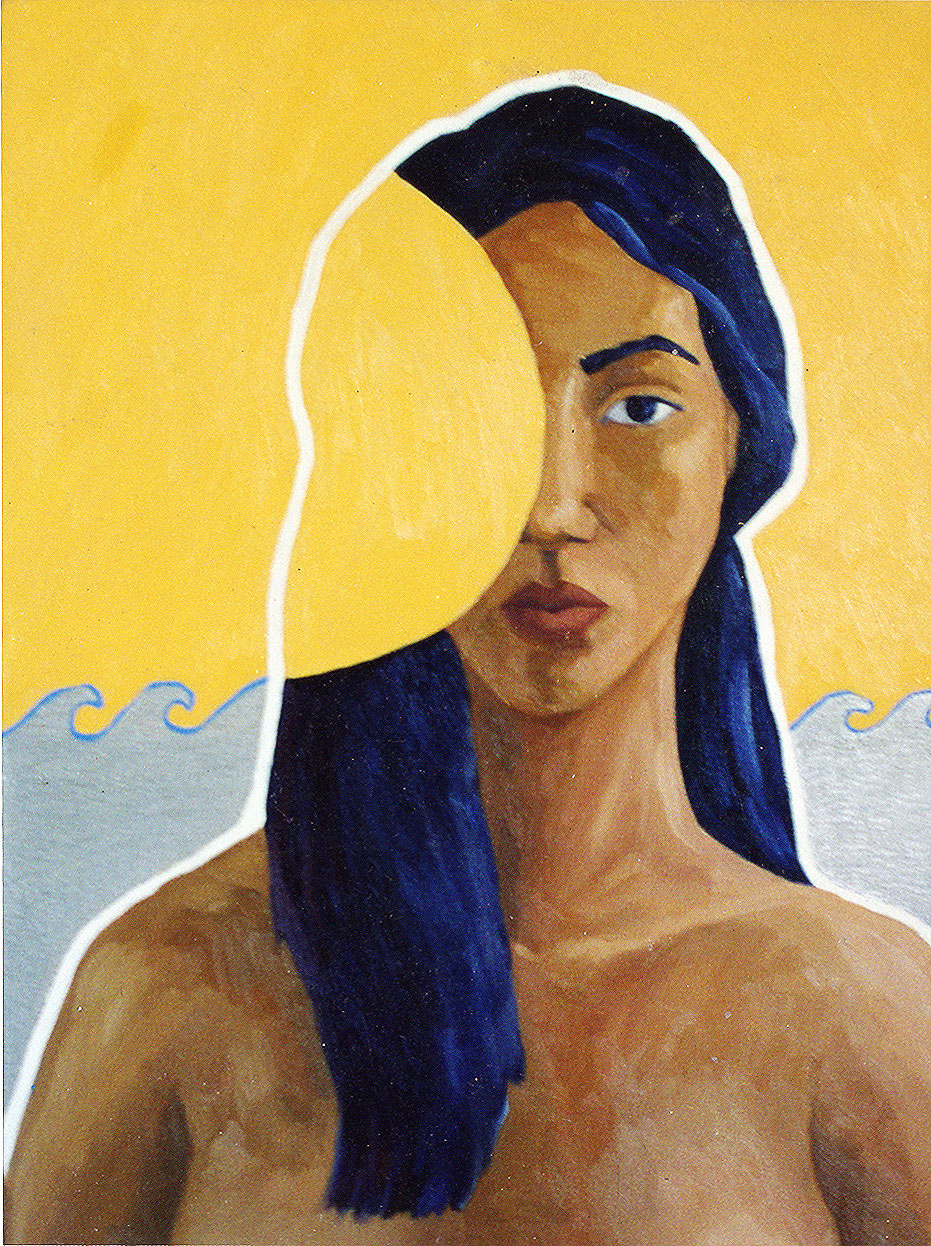
Ma tete est vide(2001), óleo sobre lienzo.
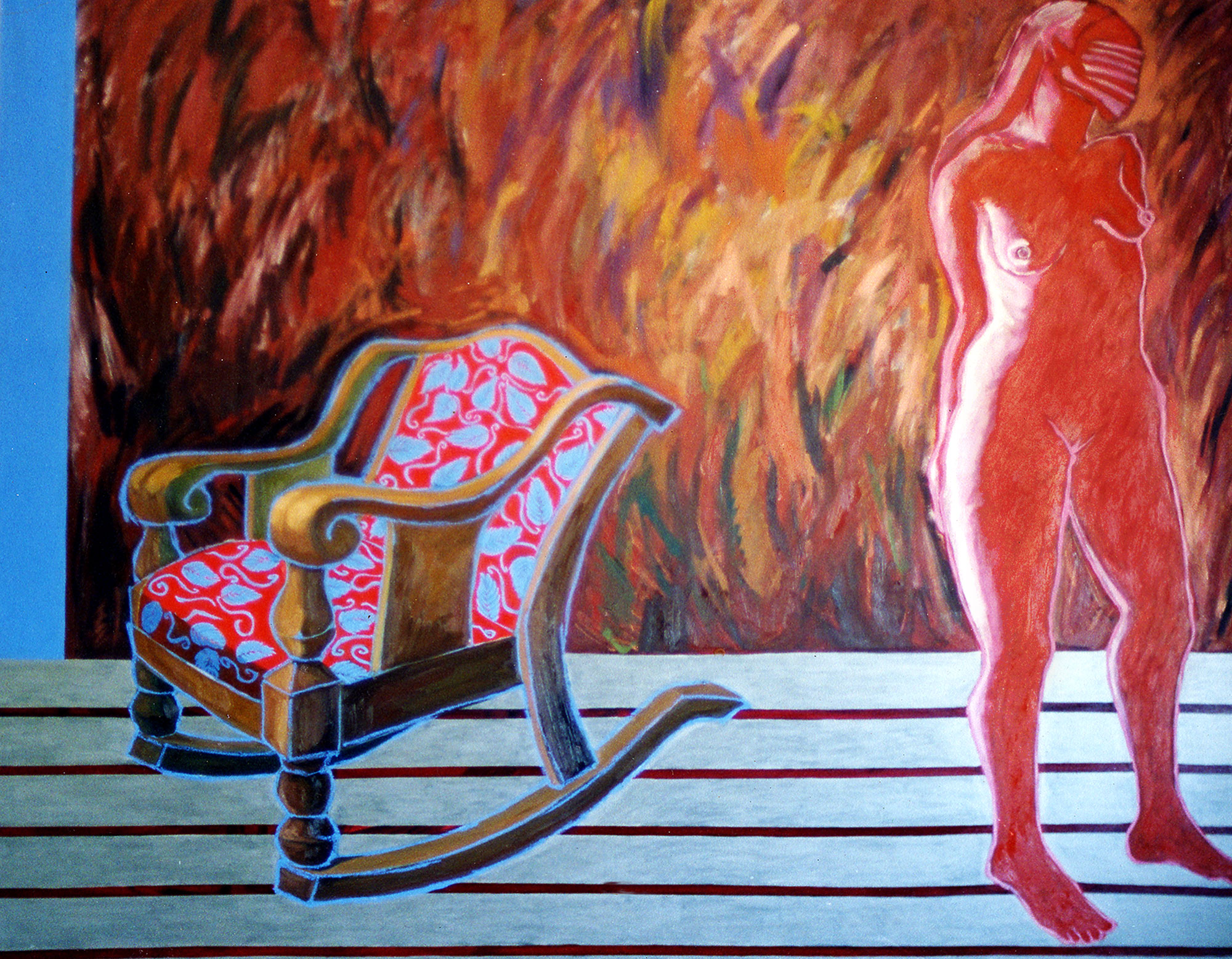
La noche de Brancusi(2001), óleo sobre lienzo.
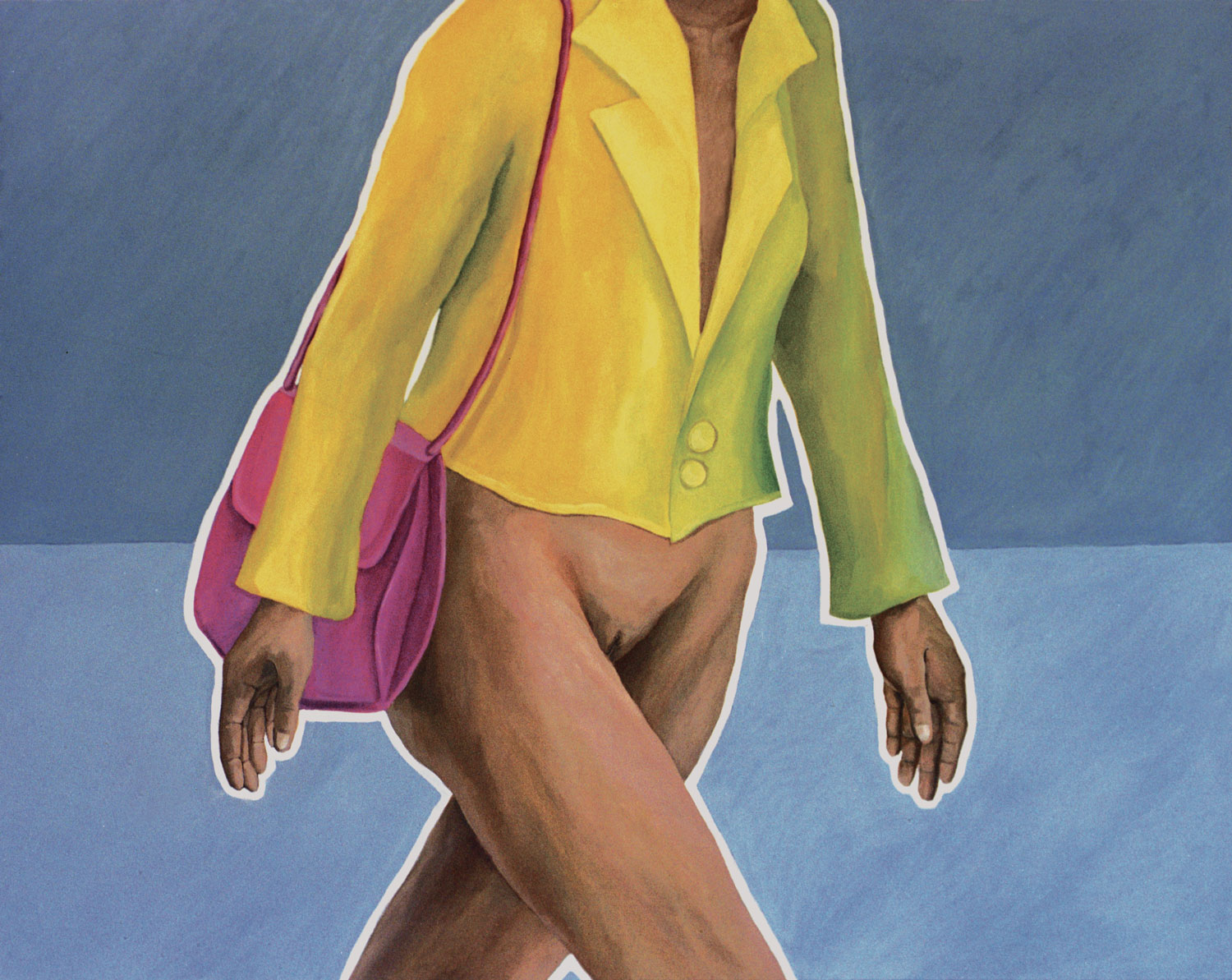
When she goes(2001), óleo sobre lienzo.
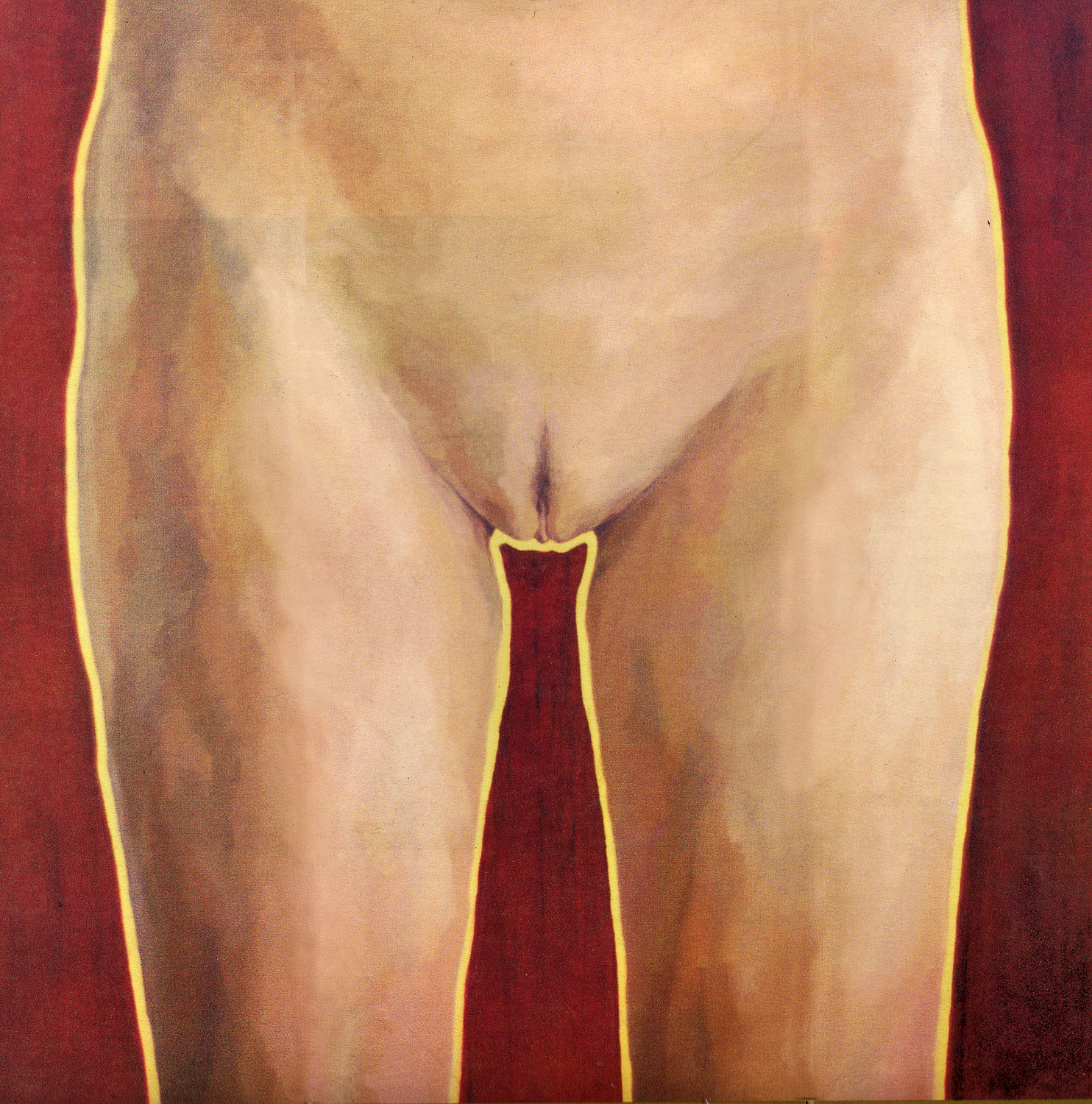
Mujer sin vergüenza (2001), óleo sobre lienzo.

Magaly Sánchez se inspiró en imágenes de los medios masivos como por ejemplo Elvis Presley, Marilyn Monroe y obras cinematográficas como Cría Cuervos de la muestra colectiva del 2003. Una mirada al cine Iberoamericano realizado en el Centro Cultural de la Universidad Católica del Perú.   Realizando un apropiacionismo propio del Arte Contemporáneo, para crear a partir de ello una obra inédita.
También en el 2003, Magaly Sánchez, realizó una muestra colectiva denominada México visto por artistas peruanos. Muestra que permitió plantear cuales son los elementos centrales que configuran la imagen de México. Sin embargo, hay predominancia del cliché y la imagen de México está inevitablemente vinculada por ejemplo con sus personajes televisivos, como el Chavo del Ocho y Cantinflas. La obra con la que participó fue México sí tuvo revolución. 
Además en ese mismo año participó en la exposición colectiva en honor al Arcángel Patrono del distrito de Miraflores, realizada en la Sala Belisario Suárez del Museo del Parque Reducto, junto a José Fernández, Roberto Fantozzi, Roció Rodrigo, Miguel García, Percy Lenin García, Ignacio Macha, Irene Macha, Cristina Planas, Jaime Romero y Lala Rebaza.

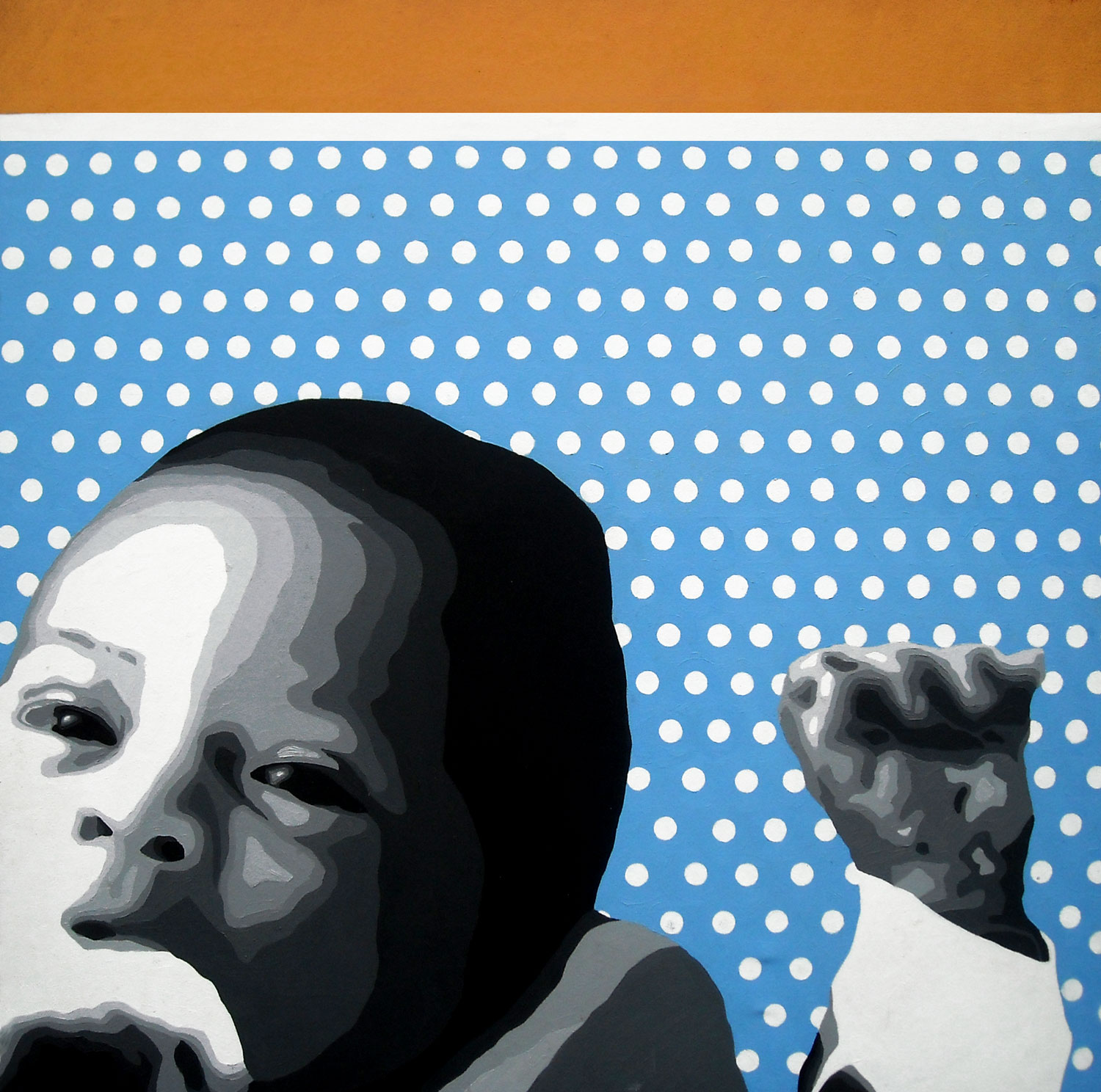
Adrián(2003), óleo sobre lienzo

En el 2004, Magaly Sánchez realizó la exposición  10 Imperdonables en  Galería de Arte Punctum en Lima, Perú. La muestra contó con 10 lienzos  POP, que paradójicamente utiliza el “no-color”, para simbolizar el recuerdo y el olvido. Seleccionando 10 personajes imperdonables: George Bush, Adolph Hitler, Darth Vader, Mark David Chapman, Vladimiro Montesinos, Reina Grimhilde – Disney, Eva, Medea, Elena Iparraguirre y Lucrecia Borgia. Presentes en la historia del inconsciente colectivo urbano de la ciudad de Lima. En donde lo real y ficticio se fusionan creando una nueva realidad, en donde la mente juega a crear rangos del bien y el mal.

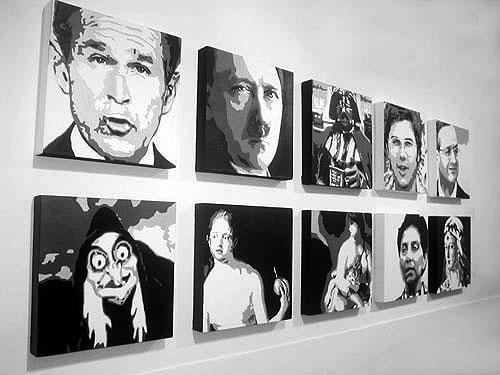
Diez imperdonables(2004), acrílico sobre lienzo

En el 2006, Magaly Sánchez realizó su quinta exposición individual, denominada Héroes Domésticos, realizada en la galería El Ojo Ajeno del Centro de la fotografía de Miraflores, Lima, Perú. Aquí Sánchez exploró el tema de la maternidad, el cual, surge a partir de su experiencia como madre. Etapa que acaece en la mujer no solo a nivel físico y psicológico, sino también a escalas de contexto y familia. Llevando el tema a una reflexión del hecho de ser madre y su rol dentro de la sociedad. Como por ejemplo el rol de género, asunto degenerado, en donde la mujer se queda en casa para cuidar los hijos, el hombre sale a trabajar. En esta obra incursiona en el ámbito de la fotografía con un collage.
La muestra estuvo compuesta por una ingeniosa selección de collages digitales, sirviéndose de héroes de plástico, con la finalidad de amoldar su presencia a una visión irónica de esta etapa de su vida, la de ser madre, esto mediante la reinvención y acciones de estos héroes en mención. Magaly Sánchez cuestionó estos símbolos infantiles, mostrando las diferencias sociales impuestas por el mercado. Como por ejemplo los patrones culturales de los colores, siendo el azul para niños y el rosa para niñas. Muñecas y robots, superhéroes y princesas, un set de cocina y una pelota de fútbol. Son imágenes que se contrastan apelando a la familiaridad doméstica para hacernos conscientes como si fuera un renovadísimo bodegón.

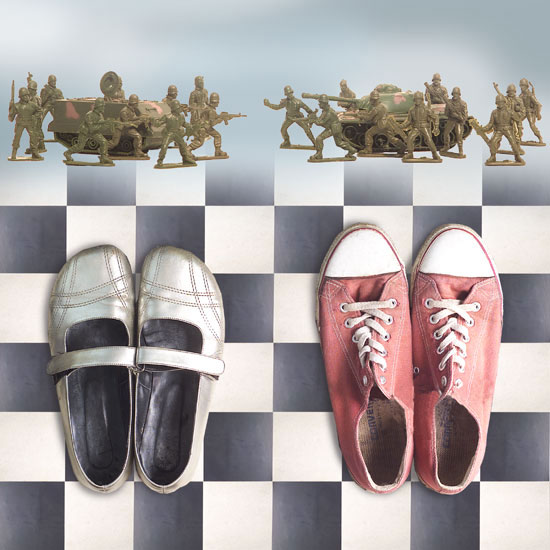
El matrimonio(2006), collage digital, impresión.
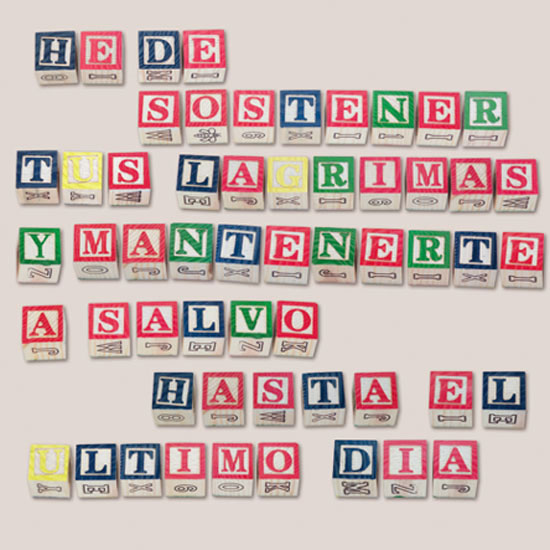
He de sostener(2006), collage digital, impresión.
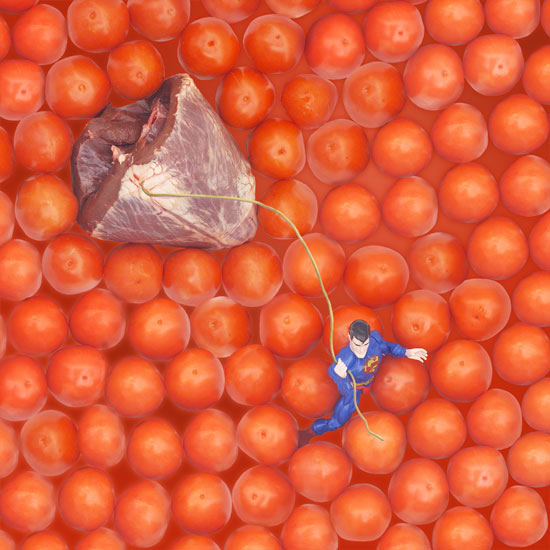
Mi corazón a salvo(2006), collage digital, impresión.

En el 2008, Magaly Sánchez participó en la muestra colectiva organizada por La Escuela Superior de Bellas Artes Corriente Alterna, junto a Piero Quijano, Claudia Coca, Carlos Basadre, Cherman, entre otros. Siendo el curador de esa exposición Jaime Higa
En el 2009, Magaly Sánchez realizó su séptima exposición individual Marcas de agua en la Galería Vértice de San Isidro, Lima, Perú. Presentando diez pinturas de gran formato y una pieza escultórica en fibra de vidrio policromada. Para esta muestra investigó el concepto del agua y su relación con la creación, la sanación y lo ceremonial. En donde el agua, elemento vital para la humanidad, presente en todos los actos y momentos de la vida, afecta a veces la vida cotidiana de forma violenta y en otras de forma tradicional. Los personajes que habitan en las obras, están acompañados de un elemento flotante que simboliza la salvación. Los elementos lúdicos representan una lucha de poder con las fuerzas de la naturaleza. Apareciendo en las obras de ríos, mares, Manco Cápac y Mama Ocllo emergieron del lago sagrado Titicaca, Jesucristo bautizado por Juan el Bautista en el puerto del Callao, entre otros.

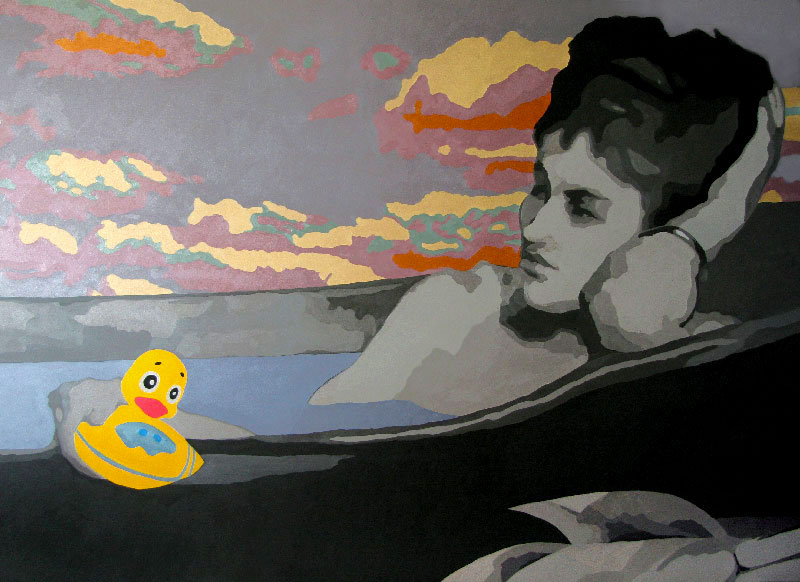
Baño de tina(2009), acrílico sobre lienzo.
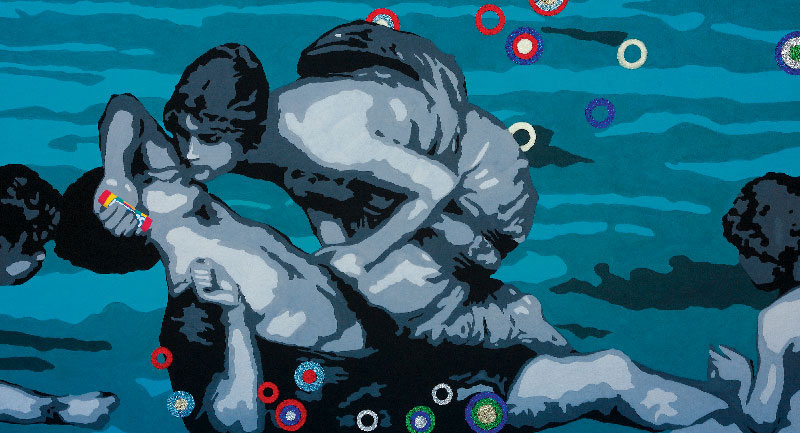
Adonis (2009), acrílico sobre lienzo.

En el 2010, Sánchez realizó su exposición Universos Posibles en la Ciudad de México, México. reunió 8 obras de mediano y gran formato de sus más recientes series pictóricas y de su última exposición individual. A propósito de la muestra,el curador  Mauricio Madelat afirmó que, Magaly se apropia de la imaginería colectiva, y construye entornos  e historias fantásticas, con elementos del pasado  y presente, que compelen al expectante a fundirse con la obra, buscando ser parte  de esos universos cinematográficos abstraídos de la temporalidad. En esta obra  se vislumbra, la filosofía más pura del aquí y el ahora, en cada pieza los personajes asisten a la escena, a un territorio, en donde coinciden y  no hay restricciones para la fantasía. Magaly  exploró el subconsciente,  la memoria colectiva, para gestar obras que nos invitan a revisar nuestro almacén de memorias, haciendo coincidir en un mismo espacio y tiempo a personajes tan disímiles como Egon Schiele y James Dean, un cosmos onírico y delirante, que para Magaly Sánchez es  parte estos Universos Posibles.

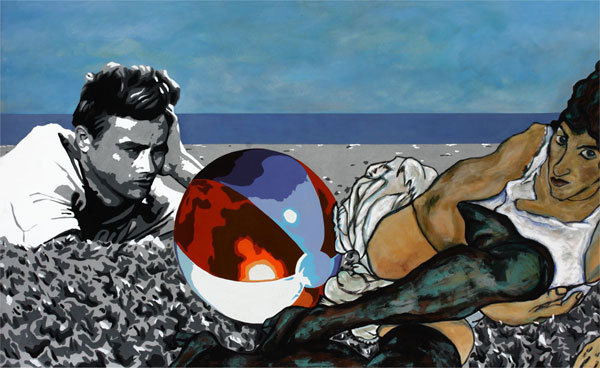
Dean loves Schiele(2010), acrílico sobre lienzo.
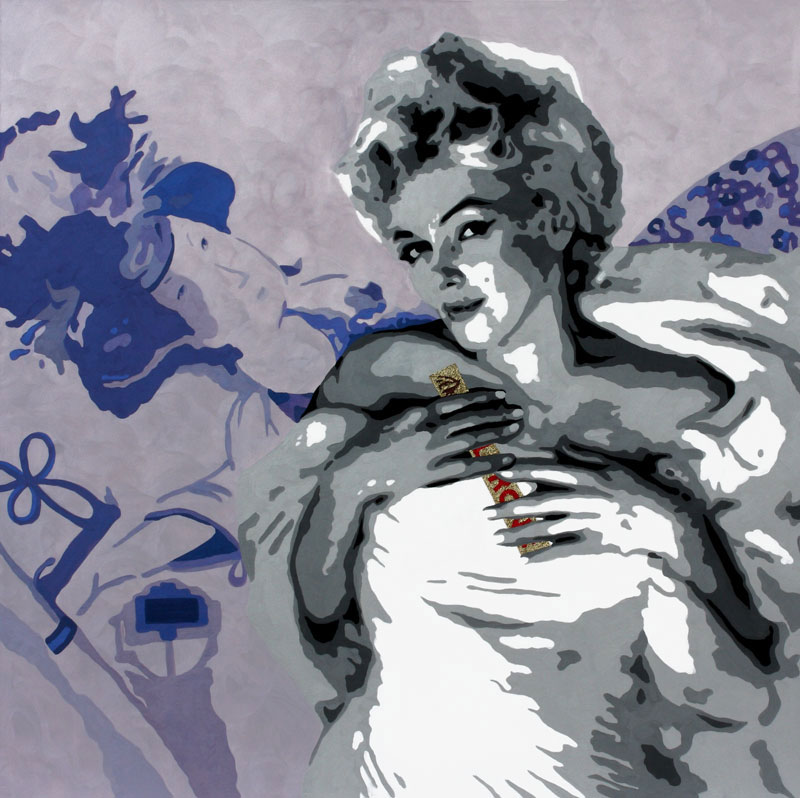
Marilyn toblerone(2010), acrílico sobre lienzo.

En el 2012, Magaly Sánchez realizó la exposición individual Salón de Belleza , en la Sala 770 del Centro Cultural Ricardo Palma en el distrito de  Miraflores, Lima, Perú. Magaly convirtió dicha Sala 770 en una réplica de un salón de belleza convencional para llamar a la reflexión sobre lo que es considerado como belleza. Entre sillas y cuadros, se representó la imagen de espejos de estos salones a través de las obras de arte que se exponen, teniendo la finalidad de atrapar al espectador y ubicarlo en un entorno donde lo subjetivo y convencional es puesto en debate. La exposición estuvo compuesta por instalaciones y pinturas con motivos geométricos, op art y surrealismo, que hacen referencia a Vasarely, Magritte y Stella.

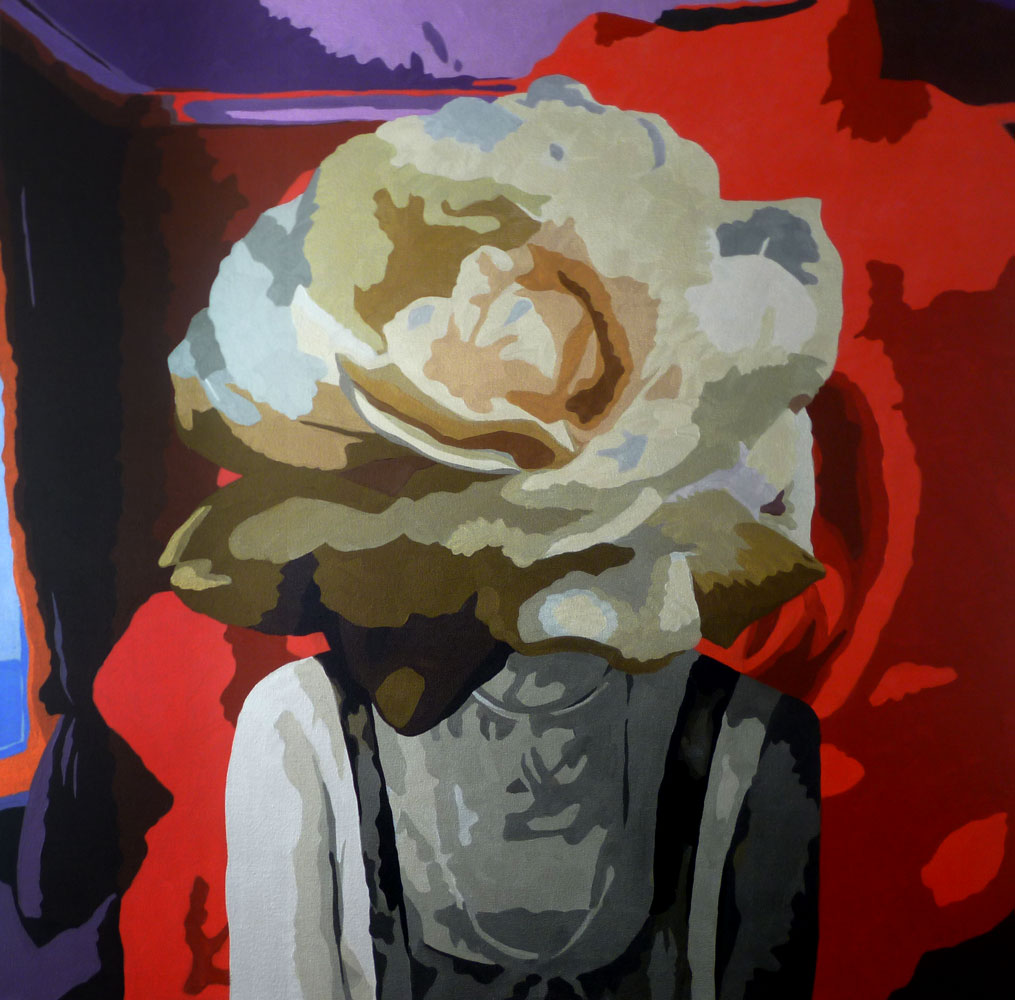
Rosa permanente(2012), acrílico sobre lienzo.
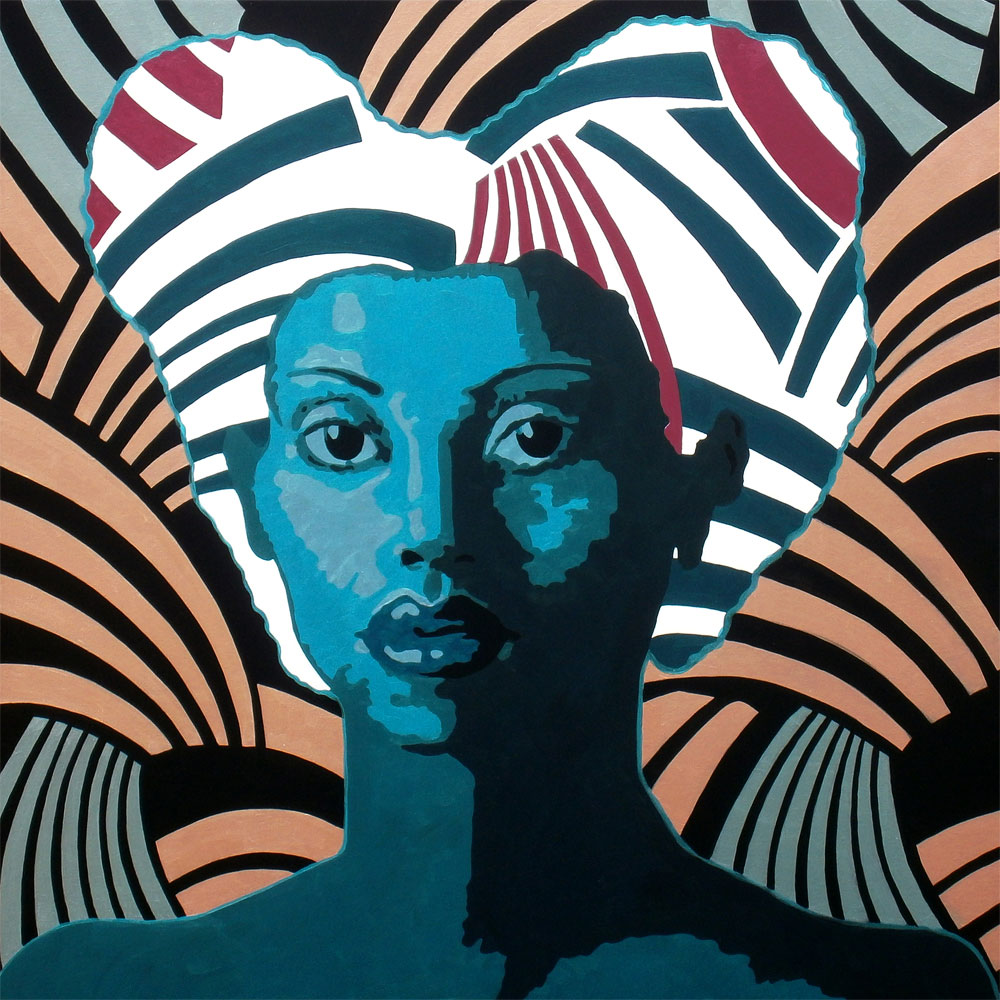
Blue woman (2012), acrílico sobre lienzo.
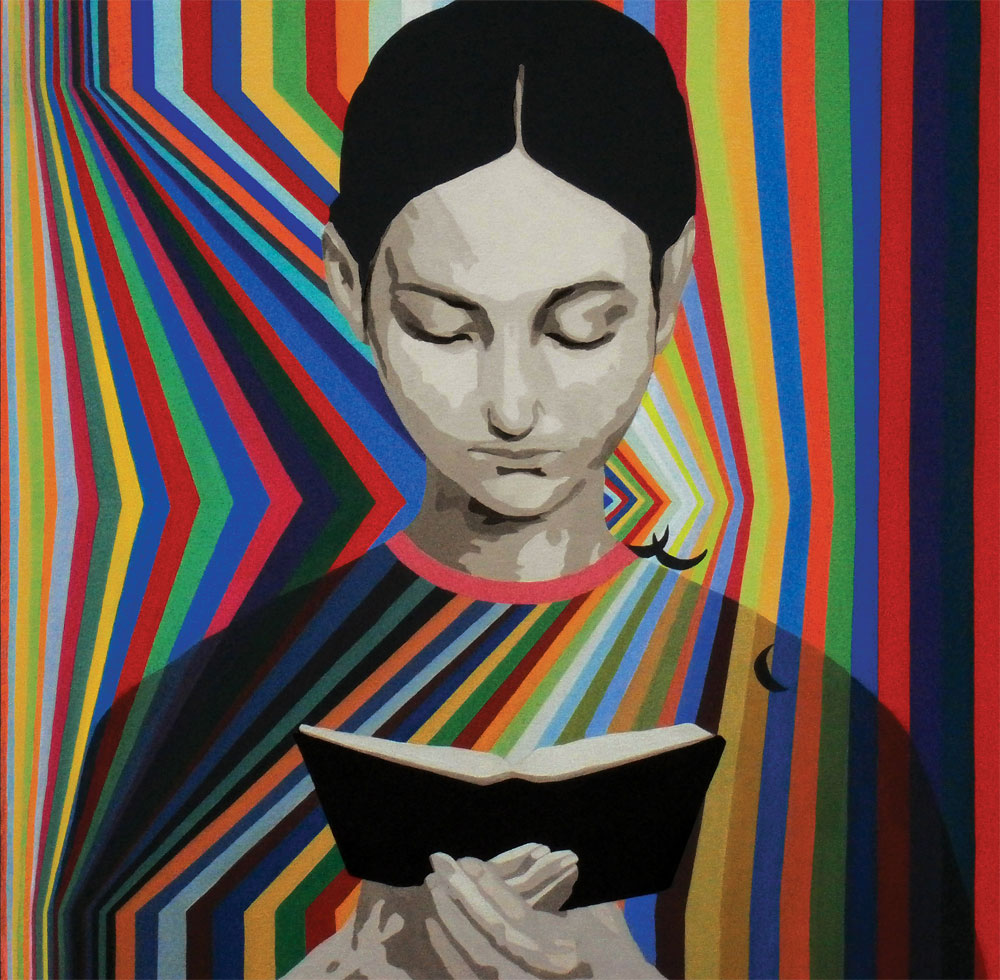
Vasarely hair cut(2012), acrílico sobre lienzo.

En el 2013, el trabajo artístico diseño de Magaly Sánchez se plasmó en las alfombras de fibra de algodón teñida, realizadas por artesanos de la ciudad de Arequipa, Perú. Es una manera de como la obra de la artista es utilizada, influenciando en el arte popular de los artesanos del Sur de Perú. 

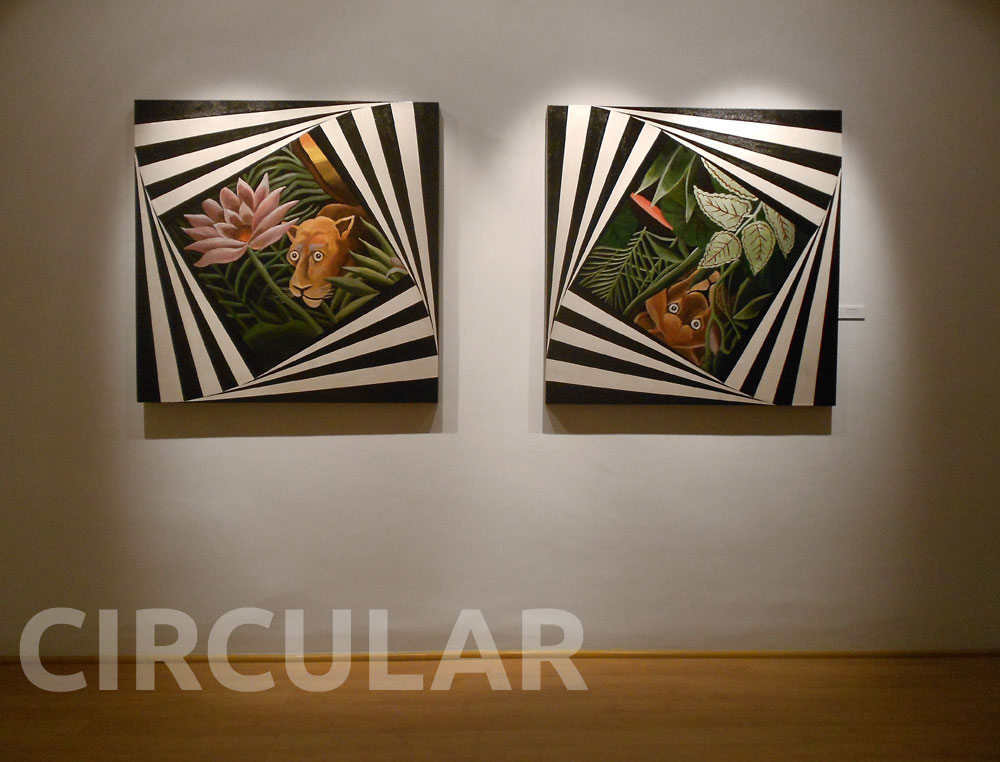
Exposición Circular (2014). Magaly Sánchez

En el 2014 realizó su exposición individual Circular en La Galería de San Isidro. Esta muestra según Garavito fue fresca y renovadora, porque en la mayoría de estas pinturas tienen el elemento circular presente, ya sea dentro de ellas o en la misma forma. Manifestando una estética lúdica, mediante la utilización del círculo, en las que el color en algunas y las rayas en blanco y negro en otras son las protagonistas. Además, juega con la silueta humana, citando retratos renacentistas. Esta exposición estuvo inspirada en la obra de diversos artistas reconocidos como Henri Rousseau.

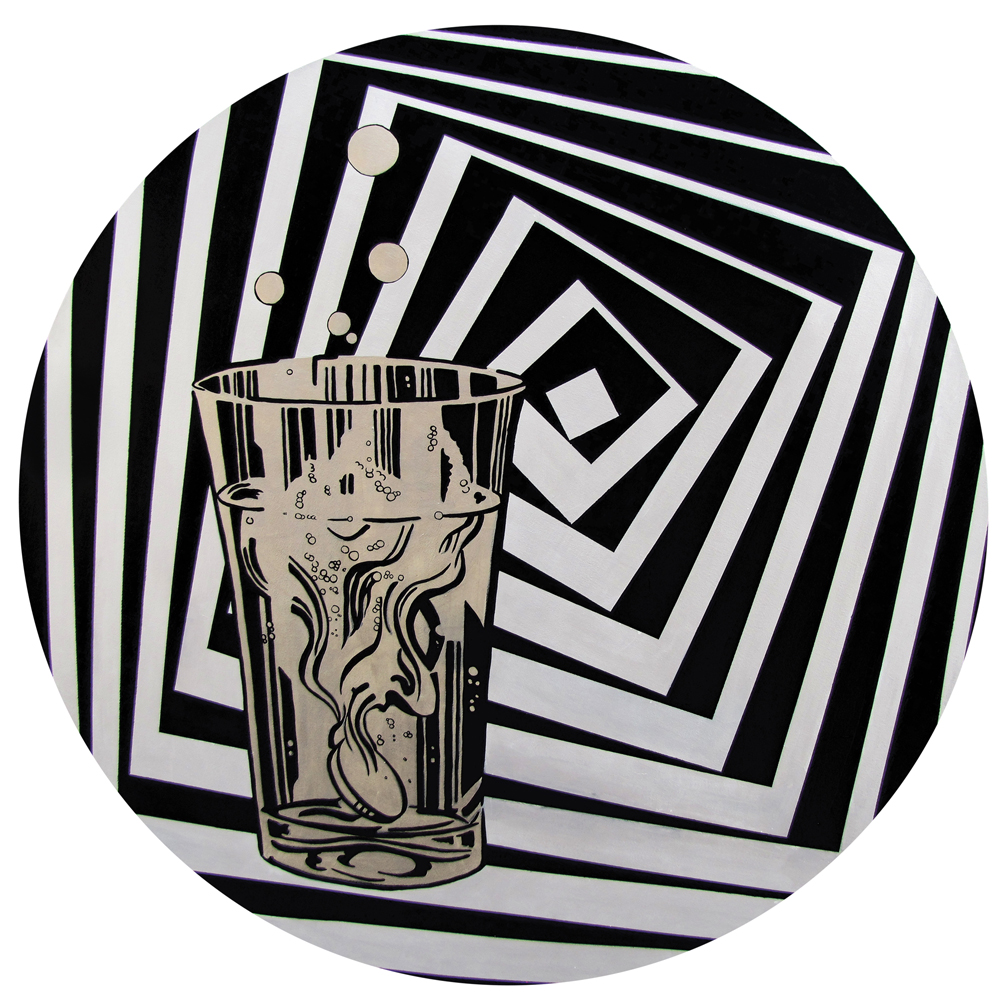
Buenos días Roy(2014), acrílico sobre lienzo.
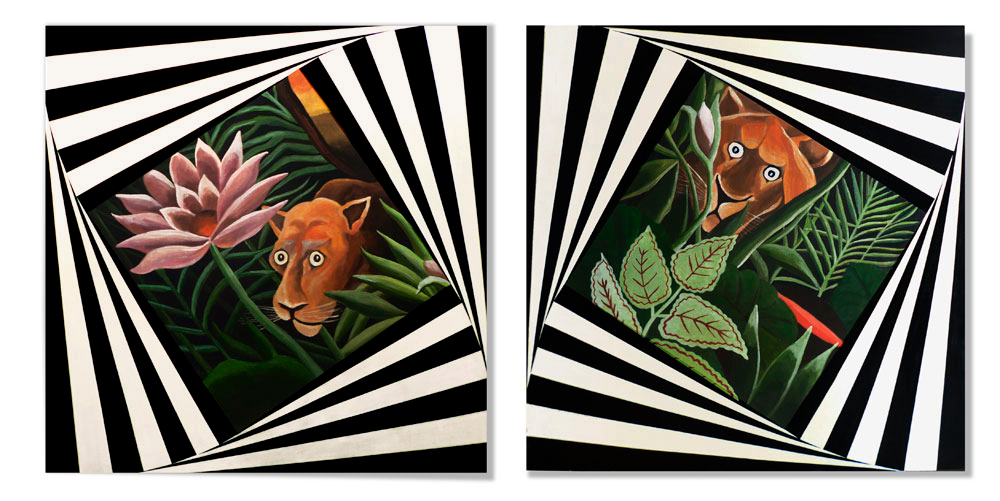
Girando a Rousseau(2014), acrílico sobre lienzo.
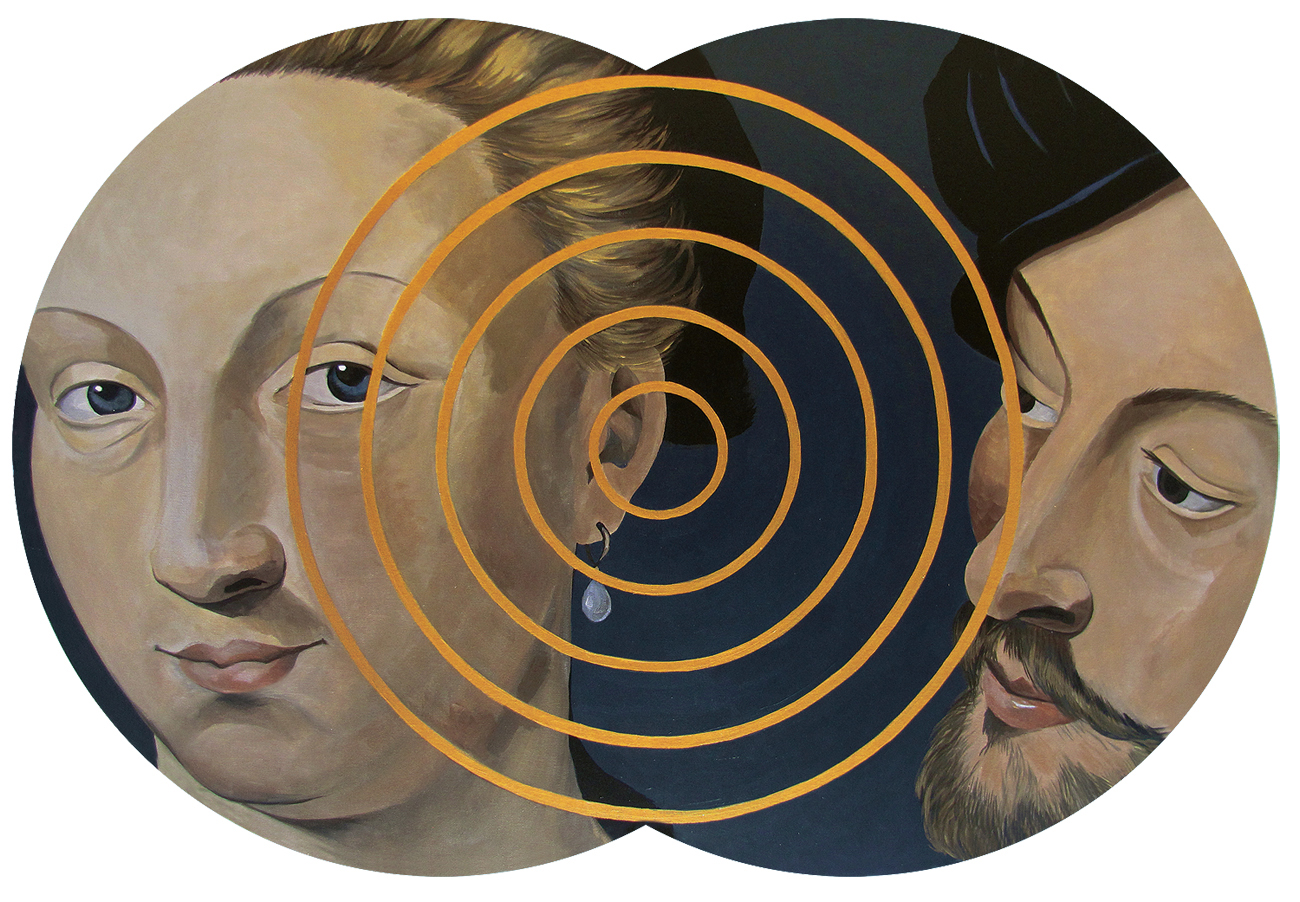
El secreto(2014), acrílico sobre lienzo.

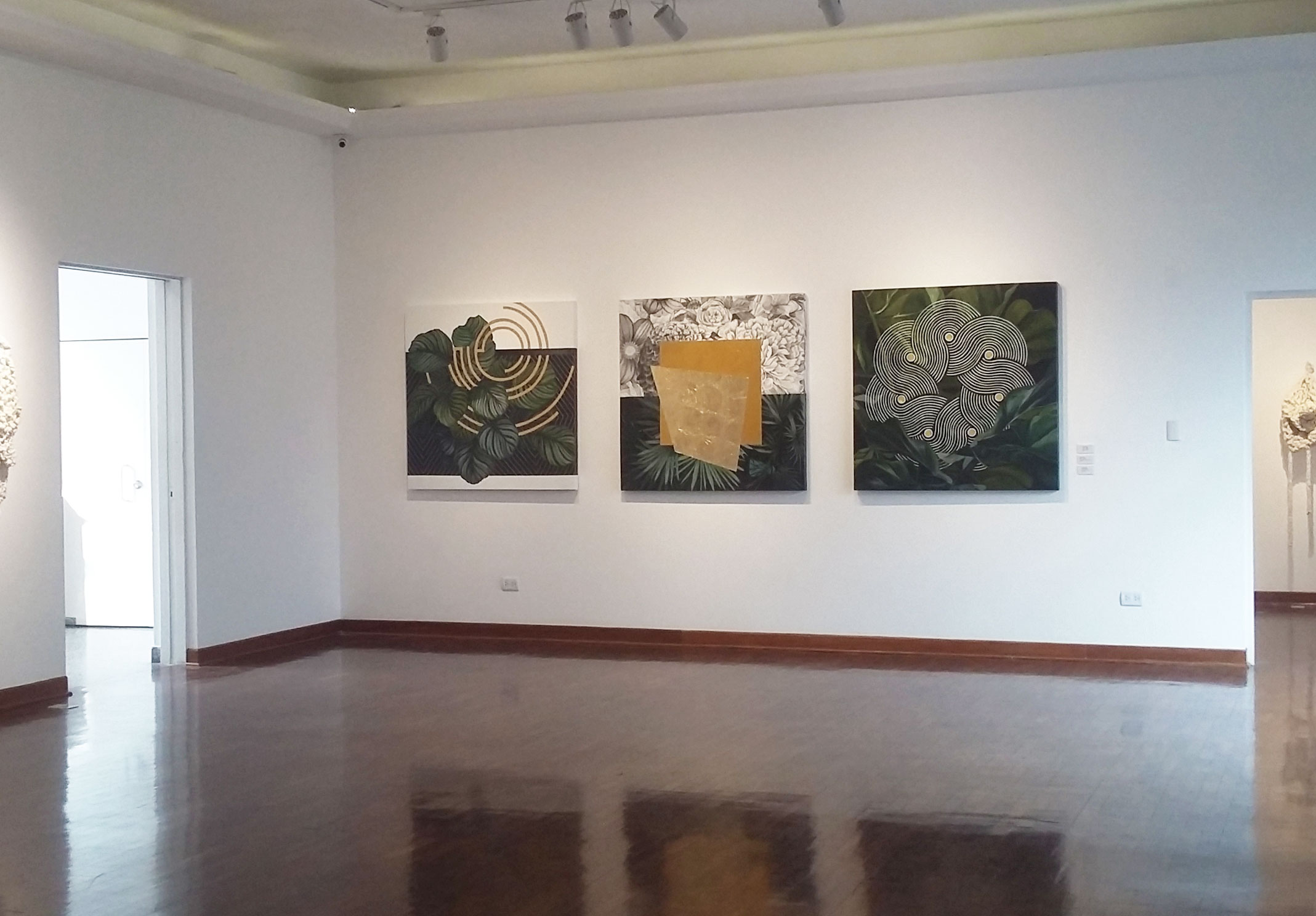
Tres.exposicion.2018.magaly

En el 2018, Magaly Sánchez, participó en la exposición colectiva  denominada  Tres en el Museo Amano de Miraflores.  En donde según Ana María Rodrigo Prado, el principio compositivo de su obra es combinar  geometría y naturaleza, realizando una limpia y ordenada representación figurativa de un orden geométrico que se descubre en la realidad. Como por ejemplo en la vegetación, que es representada en una combinación de brillos y colores densos,en donde, no sólo sexualiza los motivos y los combina con franjas e imágenes geométricas, sino que termina representando un orden y una estructura geométrica en todas las cosas, presentes en los seres orgánicos e inorgánicos.

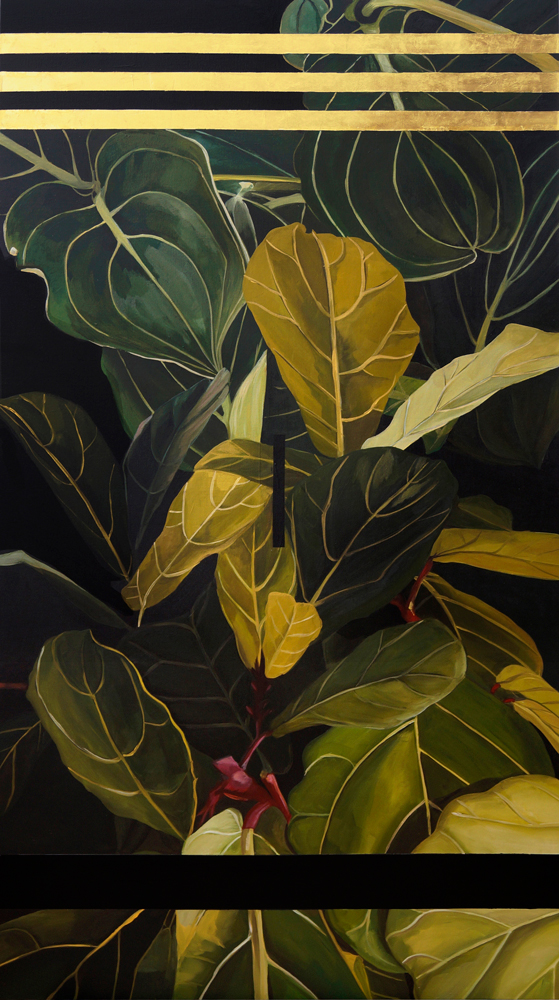
El poncho(2018), acrílico sobre lienzo y oro.
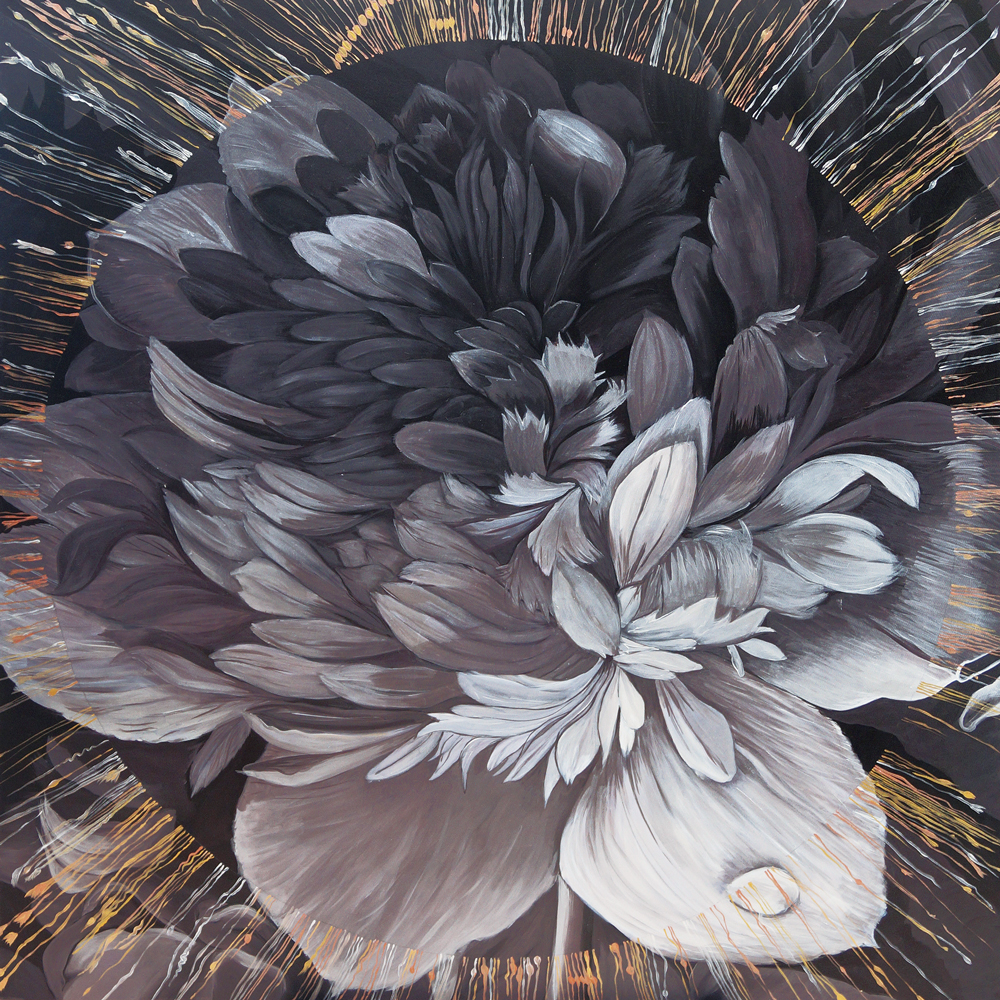
Quipu eterno(2018), acrílico sobre lienzo.
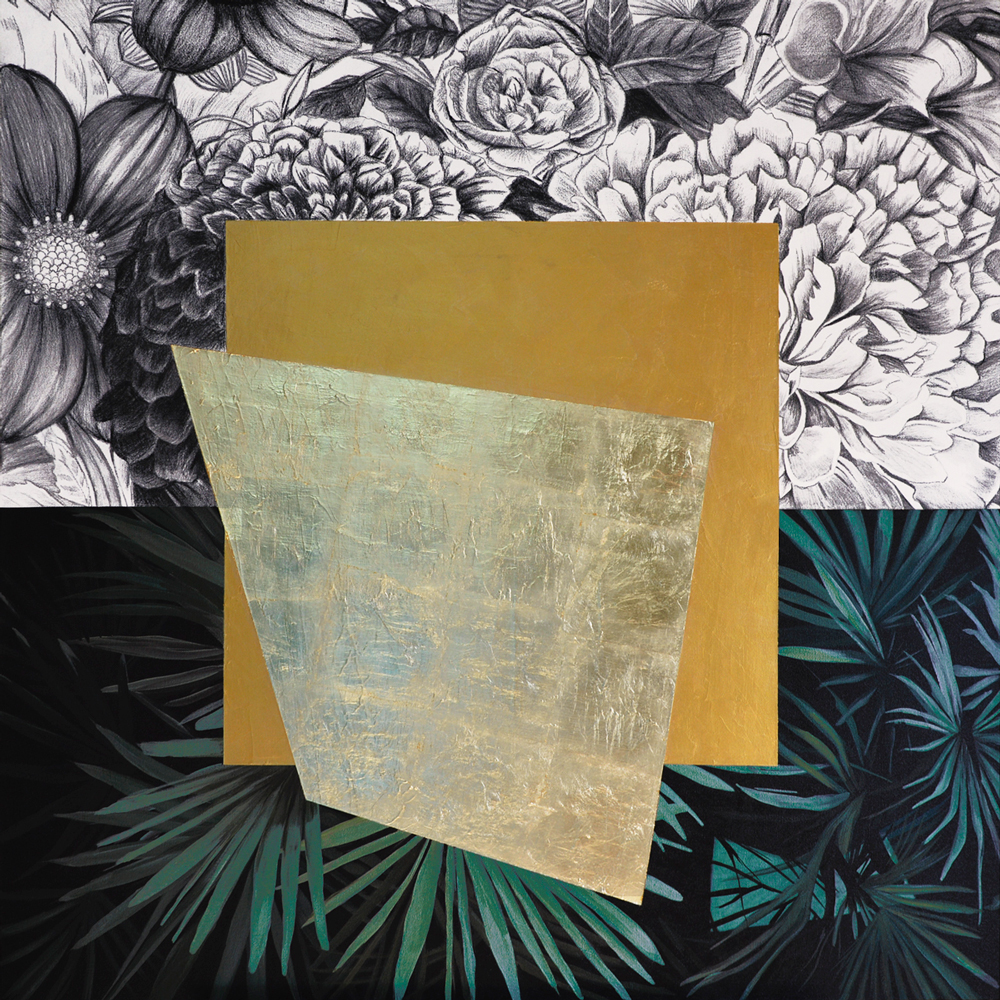
Sierra(2018), acrílico sobre lienzo y bronce.

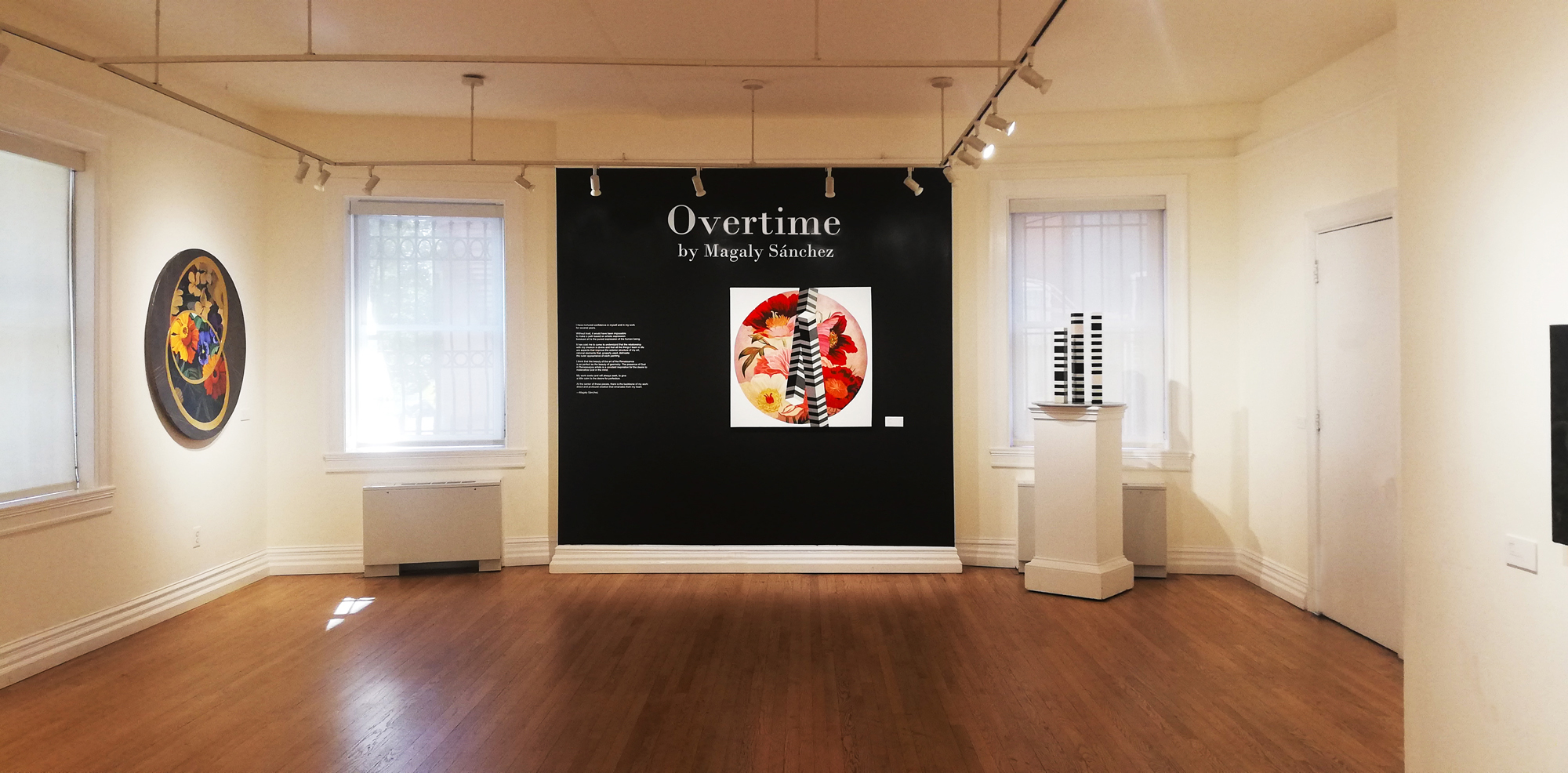
Overtime. Washington. 2019.Magaly.

En el 2019, Magaly Sánchez, realizó la exposición Overtime en la Embajada de Perú en  Washington D. C., Estados Unidos. La  ceremonia de inauguración contó con la presencia de numerosos invitados de círculos gubernamentales, diplomáticos y académicos de la capital estadounidense. Hugo de Zela, el embajador del Perú en los Estados Unidos, resaltó la importancia de esta muestra de arte contemporáneo del Perú. Inaugurando el Programa Anual de Promoción Cultural de la Embajada “Peruvian Women in the Arts” orientado a revalorar a la mujer peruana a través de sus expresiones artísticas. La obra está compuesta en formato regular, realizadas mayormente en  acrílico sobre lienzo, escultura en madera e impresiones digitales. Sus composiciones geométricas están en armonía con distintas representaciones figurativas. Además su obra ha sido expuesta en Lima, New York, Caracas, Los Cabos (México), Madrid, Tel Aviv y Toronto.
El curador de la muestra, Jerson Ramírez,   afirmó que,  al seguir los principios y reglas de las matemáticas, no hay absolutamente ningún problema que no pueda resolverse en el mundo metafísico, la teoría. Sin embargo, cuando se  intenta utilizar principios matemáticos para resolver problemas de nuestra realidad material, mundo físico, en la práctica, no todo se resuelve tan fácilmente.  
La pintura de Magaly Sánchez se encuentra entre la lucha de la teoría y la práctica. Para  buscar la belleza, utilizó la teoría del Renacimiento, basada en cánones del cuerpo humano y la naturaleza, fundamentados en los estudios geométricos, y la transporta al arte  contemporáneo mediante el lenguaje visual del Pop Art y el Op Art. Para buscar belleza hay dos caminos: el de la belleza eterna, ideal, y el de la belleza efímera, terrenal. Sánchez los une a ambos en sus obras. Por un lado, están las formas geométricas de los lienzos y elementos que dan fuerza y energía a las composiciones, además de los colores vigorosos y potentes de los fondos, nos dan la sensación de estabilidad, equilibrio y eternidad a través del tiempo y el espacio. Por otro lado,se toma prestado detalles de pinturas icónicas del Quattrocento italiano y las coloca en estos fondos; hermosas figuras femeninas y delicadas flores, símbolos de belleza efímera. La investigación de Magaly sobre las posibilidades pictóricas usando la teoría geométrica para encontrar la belleza se ha materializado en las obras de esta exposición.

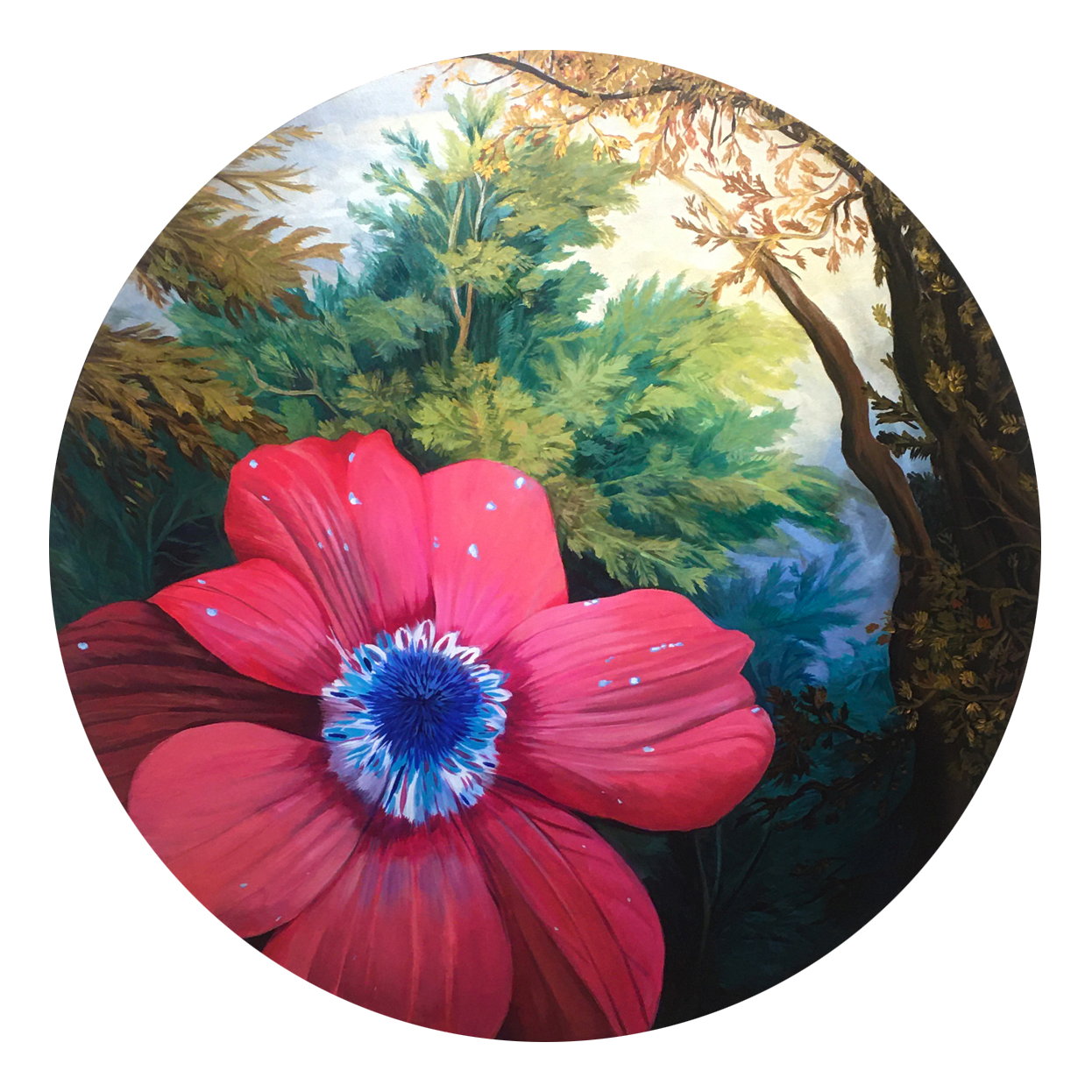
The portrait(2019), acrílico sobre lienzo.
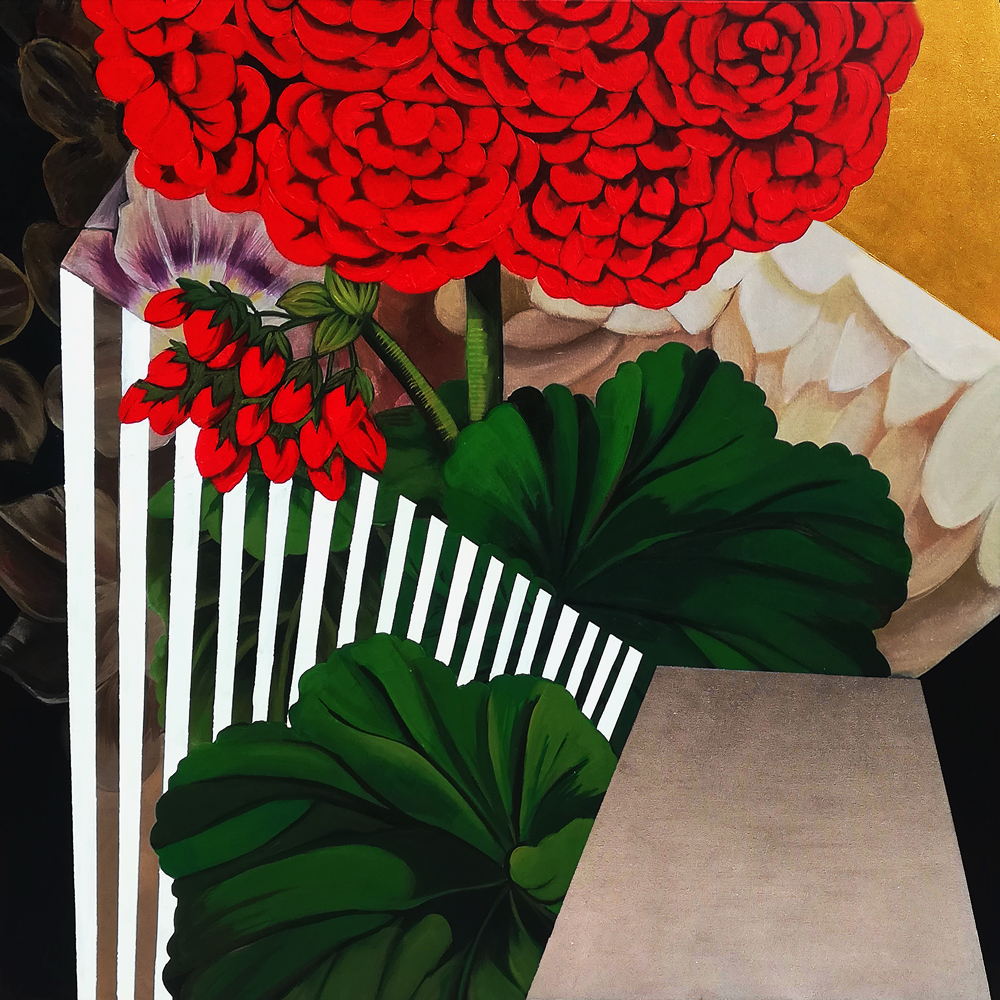
La maceta(2019), acrílico sobre lienzo.
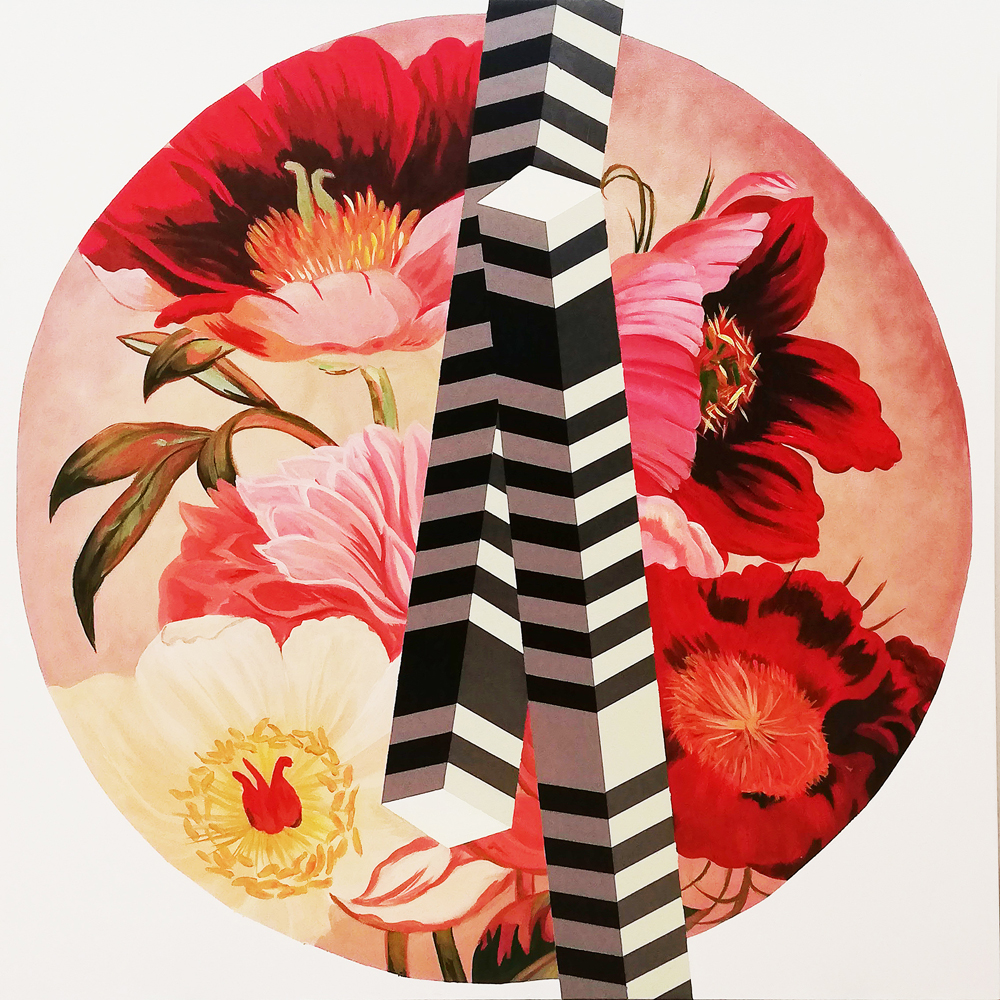
Composición I(2019), acrílico sobre lienzo.

En el 2023 Magaly Sánchez presentó junto a otros artistas en la exposición "Pulso del presente: expresiones contemporáneas de artistas latinoamericanos", realizado en la galería de arte Baga 06, en la Ciudad de México. Exposición que incluyó también a otros artistas como: Francisco Esnayra, Pierre Fudarylí, Musalán, Rodrigo Garagarza y Herminia Álvarez; que están dando forma a la escena del arte contemporáneo con sus pinturas, fotografías y esculturas. A través de sus perspectivas únicas, nos invitan a explorar el mundo dinámico y en constante evolución en el que vivimos. Sus obras reflejan la diversidad, la pasión y el rico patrimonio cultural latinoamericano, presentando una gama de visiones artísticas que resuenan con nuestras experiencias humanas compartidas.
También en el 2023, Magaly Sánchez, de Lima, Perú y la escultora Marie Barthès, radicada en París, Francia, expresan las dualidades que encuentran en la naturaleza a través de sus respectivos medios de expresión en la exposición de otoño de TINT “Naturalezas duales” en San Francisco, California, USA.
Las obras de Magaly Sánchez surgen de la confluencia entre geometría y naturaleza, generándose obras figurativas limpias y ordenadas que terminan, consciente o inconscientemente, reproduciendo de manera "invisible" el orden geométrico en la naturaleza. El universo de las obras de Sánchez, está lleno de plantas, hojas y flores, siendo un paisaje denso de colores brillantes y motivos sensuales. Estos escenarios figurativos naturales se combinan con formas geométricas. Aunque aparentemente se contradigan, lo geométrico y lo natural funcionan en perfecta colaboración en la obra de Sánchez, ya que resaltan el origen científico de las cosas. Todo proviene de los microorganismos más pequeños; la totalidad de la obra Sánchez enfatiza que tanto las estructuras geométricas creadas por el hombre, como cada detalle de la vida natural, desde una planta hasta cómo sus hojas caen alrededor de su tallo, dependen de la fractalidad. Para Magaly Sánchez La fractalidad, es una forma de ver el orden y la estructura en todo. 
Las obras de Sánchez, de manera evidente o más oscura, inspiran la contemplación del orden. La geometría existe tanto en la naturaleza como en el mundo creado por el hombre, e incluso, en la propia biología de la humanidad. Sánchez se asombra de este orden omnipresente, que parece infinito, eterno y misterioso.
Magaly Sánchez participó con la obra "La fuerza del encuentro" en la obra arquitectónica “Sala Íntima” del arquitecto Augusto de Cossio Ceino en la prestigiosa feria de diseño y arquitectura CASACOR Perú (2024). Esta nueva propuesta, destaca por su habilidad para conjugar elementos clásicos con un toque contemporáneo y acogedor. Cossio incorporó la obra de Magaly Sánchez, "La fuerza del encuentro", díptico, así como las obras de destacados artistas: Margarita Checa, Cuco Morales, y Elda di Malio, aportando un valor adicional al diseño de la «Sala Íntima». 